# Cultura moche
La cultura moche es una cultura arqueológica del Antiguo Perú que se desarrolló entre los siglos II y VII d. C. en el valle del río Moche (actual provincia de Trujillo, en el departamento de La Libertad) y del río Lambayeque (departamento de Lambayeque). Esta cultura se extendió hacia los valles de la costa norte del actual Perú. Esta hizo grandes obras como canales de riego y represas, lo que les permitió ampliar su frontera agrícola. 
Para la cultura moche la materia prima fue el adobe. Construyeron complejos religiosos-administrativos conformados por palacios y templos o huacas de carácter monumental, las cuales los recubrían de grandes murales en alto y bajo relieve, pintados con colores extraídos de la naturaleza, donde plasmaron sus dioses, mitos, leyendas y toda su cosmovisión cultural. Las más notables de estas construcciones son las llamadas Huacas del Sol y de la Luna, en el valle de Moche.
Conocieron muchas técnicas para trabajar el oro (laminado, martillado, alambrado, etc.), lo que les permitió fabricar, atuendos, emblemas, ornamentos y toda su parafernalia ritual.
Son considerados los ceramistas del antiguo Perú, gracias a su trabajo que realizaron en sus ceramios. En ellas representaron, tanto de manera escultórica como pictórica, a divinidades, hombres, animales y escenas significativas referidas a temas ceremoniales y mitos que reflejaban su concepción del mundo. De este arte sobresalen los huacos retratos y los huacos eróticos.
Fueron navegantes: construyeron caballitos de totora, los que hacían más pequeños para la pesca y más grandes para sus viajes hasta las costas ecuatoriales, desde donde traían conchas de Spondylus, sagrada para los moches, y en general, para el resto de las culturas costeñas del Antiguo Perú.
Políticamente, las sociedades moches ―de fuerte segmentación en clases sociales― se organizaban en reinos o señoríos confederados. Se ha podido conocer más sobre esta cultura gracias al descubrimiento de algunas tumbas intactas de sus gobernantes o señores, como la del Señor de Sipán en Lambayeque y la Dama de Cao en Trujillo.

## El error de llamar "cultura Mochica" a la "cultura Moche"

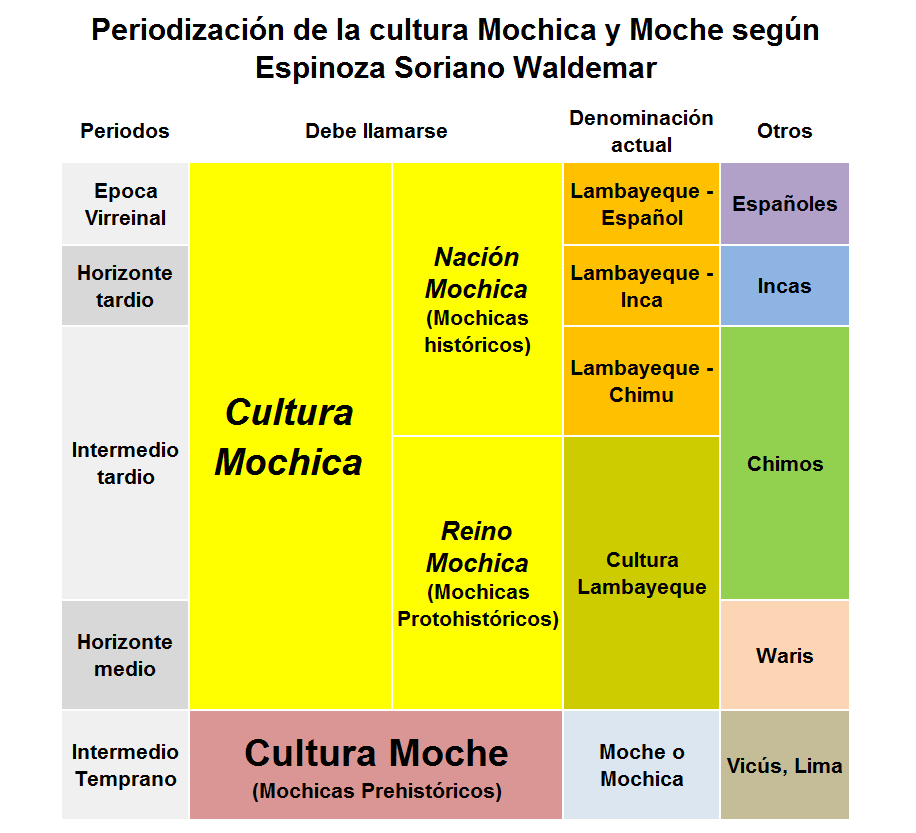
Tabla que resume el plantamiento de Waldemar Espinoza Soriano

El prestigioso historiador Waldemar Espinoza Soriano concluye que no se debe nombrar "Mochica" a la cultura Moche, que este término es exclusivo de la cultura lambayeque, esto evitaria errores y equivocaciones en la etnohistoria andina.

Llamar cultura Mochica a los moldeadores de los muy ponderados huacos-retratos, es tan erróneo como si hoy quisiéramos denominar "Cultura Aimara" al pueblo que construyó Chavín.
Espinoza (1975, p. 248)

## Ubicación geográfica

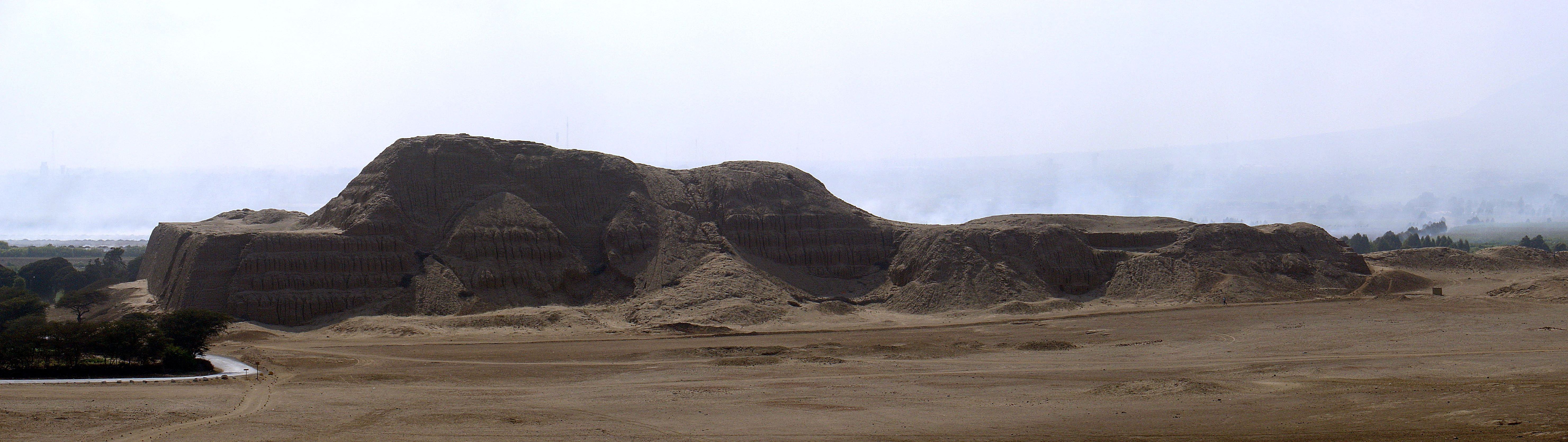
La Huaca del Sol, en Moche, centro religioso moche.

Esta cultura deriva su nombre del valle homónimo de Moche, actualmente también llamado Valle de Santa Catalina, sede de las más conocidas e imponentes construcciones moches, las huacas del Sol y de la Luna.
Los moches se expandieron por el sur hasta el valle de Nepeña (Áncash) y por el norte hasta el valle de Piura (Piura).
Ocuparon los siguientes valles de la costa norte peruana:
- Piura (Piura)
- La Leche (Lambayeque)
- Lambayeque (Lambayeque)
- Zaña (Lambayeque)
- Jequetepeque (La Libertad)
- Chicama (La Libertad)
- Moche (La Libertad)
- Virú (La Libertad)
- Chao (La Libertad)
- Santa (Áncash)
- Nepeña (Áncash)

Inicialmente fue conocida como cultura protochimú o Chimú temprano, pero recibió el nombre de «cultura moche» tras los descubrimientos en el valle de Moche. Erradamente se la denomina «cultura mochica» en razón del nombre de la lengua, el muchik, que supuestamente hablaban sus pobladores, pues no hay pruebas que lo hablaran.
Tradicionalmente se ha considerado a la cultura moche como un estado centralizado, con su núcleo en las huacas del Sol y de la Luna. Sin embargo, modernos estudios demuestran que hubo dos regiones moches bien diferenciadas, una al norte y otra al sur, geográficamente separadas por la Pampa de Paiján.

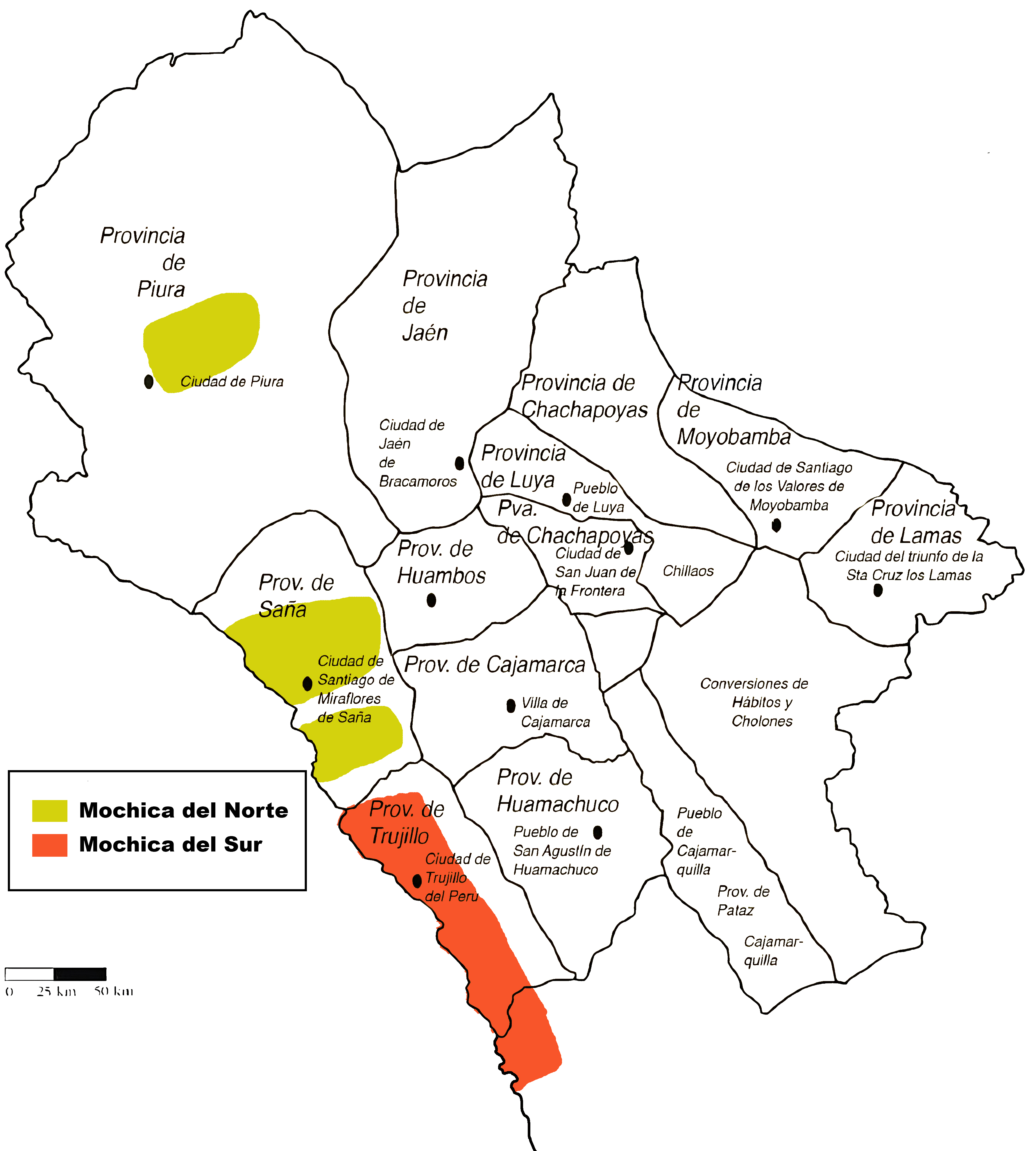
Mapa de la región del Obispado de Trujillo muestra las dos diferentes culturas Moches.

### Moche norte
- En el valle de Piura: Loma Negra (Chulucanas).
- En el valle de Lambayeque: Huaca Rajada, Pampa Grande.
- En el valle de Jequetepeque: Complejo San José de Moro, Huaca Dos Cabezas, Complejo Pacatnamú, Casa de la Luna o Sián, el Hornito (entre San Pedro y Pacasmayo), Sincapecerce de Poémape y la Tumba de la Mina.

### Moche sur
- En el valle de Chicama: Sonolipe, Urricape, Mocollope, La Campana, Huaca Cartavio, Huaca Colorada, Huaca Cortada y Huaca Cao Viejo (estas dos últimas forman parte del Complejo Arqueológico El Brujo).
- En el valle de Moche: las Huacas del Sol y de la Luna, Huanchaco y Galindo.
- En el valle de Virú: Huancaco y Huaca de la Cruz.
- En el valle de Nepeña: Pañamarca

## Diferencias entre los Moches del Norte y los Moches del sur
Las diferencias más conocidas son:
|                                           | Moche del norte | Moche del sur |
| ----------------------------------------- | --------------- | ------------- |
| Orfebrería                                | Sí              | No            |
| Huacos retratos                           | No              | Sí            |
| Edificaciones con rampa                   | Sí              | No            |
| Secuencia de cerámica de 5 fases de Larco | No              | Sí            |
| Grandes y amplios valles                  | Sí              | No            |
| Herederos arqueológicos                   | Sicanes         | Chimus        |

## Descubrimiento

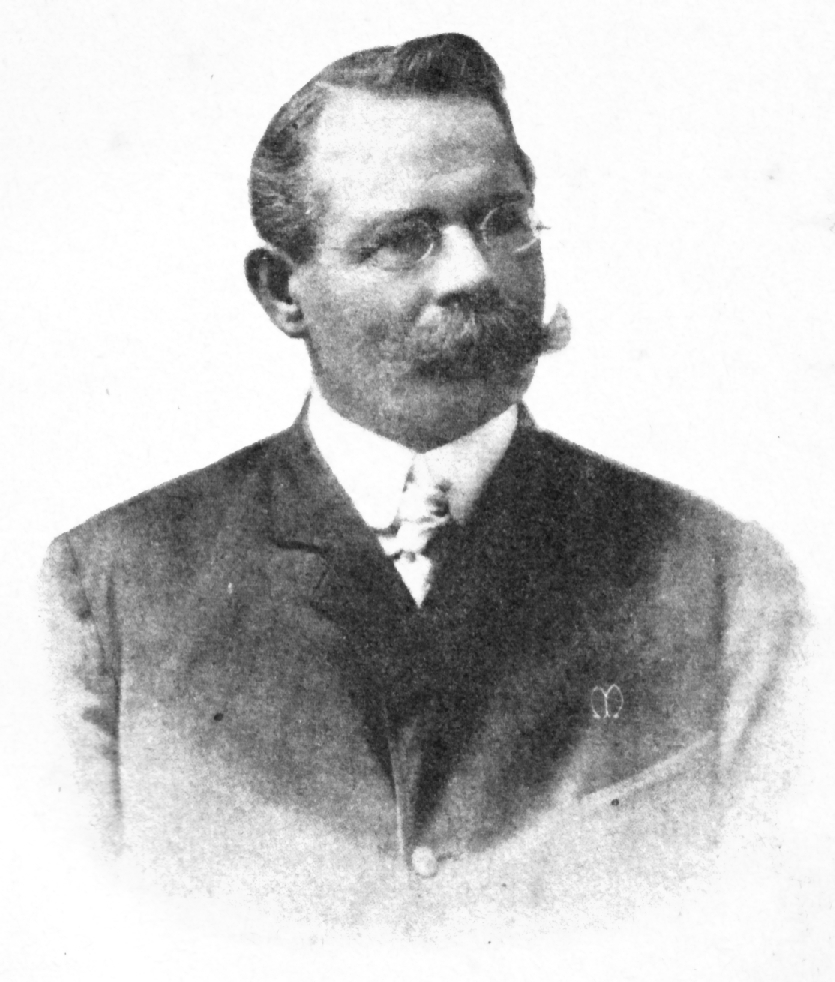
El arqueólogo alemán Max Uhle, descubridor científico de la cultura moche, a la que denominó como proto-chimú.

La civilización moche fue identificada por Max Uhle en 1901, quien la clasificó como proto-chimú (es decir, antecesora del Reino Chimú). Uno de sus principales investigadores fue el alemán Hans Hinrich Brüning, ingeniero de profesión que llegó a trabajar en las azucareras de Lambayeque y La Libertad. En 1899, con el patrocinio de Phoebe Apperson Hearst, madre del editor de periódicos William Randolph Hearst, Brüning excavó 31 yacimientos funerarios en las inmediaciones de la Huaca del Sol y de la Huaca de la Luna (cercanos a Moche, el pueblo actual que dio su nombre a la antigua cultura).
Esta cultura también fue estudiada por los arqueólogos peruanos Julio C. Tello y Rafael Larco Hoyle (1901-1966). En particular, destaca la labor de Larco Hoyle, quien identificó de manera científica los diversos períodos de esta cultura, a base de los estilos y la técnica de su cerámica.
No obstante, el constante saqueo de yacimientos arqueológicos hace difícil estudiar la civilización hoy en día. Por ello, el descubrimiento de tumbas intactas de dos gobernantes moches en 1987 y 2006 (el Señor de Sipán y la Dama de Cao, respectivamente) fue clave para relanzar el estudio científico de la cultura.

## Historia
La historia moche se desenvuelve en el llamado Intermedio Temprano, periodo de la civilización andina caracterizado por el desarrollo de culturas regionales, tras la decadencia del Formativo Andino. Contemporáneas con la cultura moche fueron la cultura vicús, la cultura nazca, la cultura recuay, la cultura lima, la cultura cajamarca y la cultura tiahuanaco.

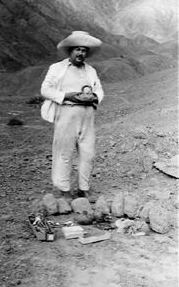
El arqueólogo peruano Rafael Larco Hoyle, gran estudioso de la cultura moche.

Teniendo como base las periodizaciones de Rafael Larco Hoyle, de Luis Castillo Butters y de Christopher Donnan, se puede dividir la historia moche de la siguiente manera:
- El período del Comienzo, que abarcaría entre 150 y 300 d. C. Durante esta época los moches se imponen sobre la cultura Virú-Gallinazo, tanto en el plano militar como en el ideológico, es decir, imponen sus creencias. De fines de esta época data el llamado Señor de Sipán.
- El periodo de la Expansión, aproximadamente de 300 a 600 d. C. Constituye el periodo de apogeo de la cultura moche, con sus máximos logros, en lo político, militar, económico y cultural. Se forma el Estado Moche del Norte (en el valle de Jequetepeque y otros del actual departamento de Lambayeque) y el Estado Moche del Sur (en los valles de Moche y Chicama, y otros más al sur). Sipán (Huaca Rajada) fue indudablemente uno de los principales centros del Estado norteño, mientras que las huacas del Sol y de la Luna (en el valle de Moche) y las del Complejo El Brujo (en el valle de Chicama), lo fueron del Estado sureño. De esta época es la gobernante moche conocida como la Señora de Cao. La ideología moche se hace más guerrera, como se deduce de sus representaciones artísticas.
- El periodo del Ocaso, es un periodo de decadencia que empieza entre el 650 y 700 d. C., aparentemente debido a la devastación climatológica ocasionada por un fortísimo fenómeno del Niño. La alta jerarquía moche debió perder de manera creciente su poder sobre la población, la cual se hallaría muy revoltosa ante las secuelas dejadas por la furia de los elementos (pérdida de cosechas, hambrunas, colapso de los santuarios). Esta decadencia afectó principalmente a los moches del Sur, quizás por la pérdida de la huaca de la Luna. Mientras que los moches del Norte resistieron por más tiempo, teniendo como nueva capital a Pampa Grande, hacia donde, según una hipótesis del arqueólogo Luis Chero Zurita, se habría trasladado la élite de Sipán.[7]

### Hipótesis sobre el colapso de la cultura Moche
Existen diversas hipótesis formuladas principalmente por arqueólogos, para explicar el colapso de las sociedades moches
Fallas ideológicas: Existen hasta el momento, tres modelos conocidos que apuntan a que el fin de las sociedades moches se relaciona con el aspecto ideológico, que se encontraba fundamentado principalmente en la religión moche y que servía como justificación a las élites moche para explicar sus posiciones de poder. La primera, apoyada por Izumi Shimada y fundamentada en sus hallazgos en Pampa Grande, explica que el colapso moche se debió a rebeliones de grupos no-moche quienes, al no haber sido asimilados a la religión estatal, no habrían encontrado razones para justificar a los gobernantes moches en el poder. El segundo modelo, formulado por Luis Jaime Castillo, explica que el colapso se debió a la nueva ideología imperante entre los pobladores moches y no-moches, que habría sido promovida y traída por las mismas élites que los gobernaban y que -según el mismo Castillo- habría sido la misma imperante en el territorio imperial de los Wari, basándose en la aparición para el periodo de Moche V de cerámica y arquitectura moche claramente influenciadas por la cultura Wari (como es el caso de la aparición del Dios de los Báculos en iconografía moche o la arquitectura presente en Centros administrativos de dicho periodo como la de Cerro Chepén). Esta nueva ideología no habría ofrecido la justificación necesaria que ofrecía la ideología anterior cuál justificaba a las élites moche en sus puestos de poder. 
Factores climáticos: Los modelos que entran en esta clasificación apuntan a la presencia de factores climáticos anómalos, como los desencadenantes del colapso de las sociedades moche, yendo desde quienes señalan al fenómeno del Niño como el principal responsable de este colapso (Walter Alva), hasta quienes proponen a las sequías que asolaron la fase V moche, basándose en muestras de hielo obtenidas del barrenado de glaciares peruanos.
Conflictos internos: Esta teoría surge de análisis de patrones de asentamiento desarrollados por Tom Dillehay, quien propone que para algún momento del periodo Moche Tardío, existió un fuerte periodo de conflicto entre las diversas comunidades moches existentes, lo cual los pudo dejar indefensos frente al ataque de algún actor externo, como pudiera ser el por entonces estado Cajamarca, que según Marco Rintel, habría ocupado parte del Jequetepeque moche en la época de decadencia moche. No se menciona al Imperio Wari como posible actor externo, pues a pesar de haber sido popular la idea de un dominio Wari sobre la costa norte peruana, actualmente la mayoría de arqueólogos, coinciden en que la influencia de Wari hacia la cultura moche fue meramente ideológica. 
Herederas de la cultura moche fueron la cultura lambayeque y el reino chimú.

## Economía

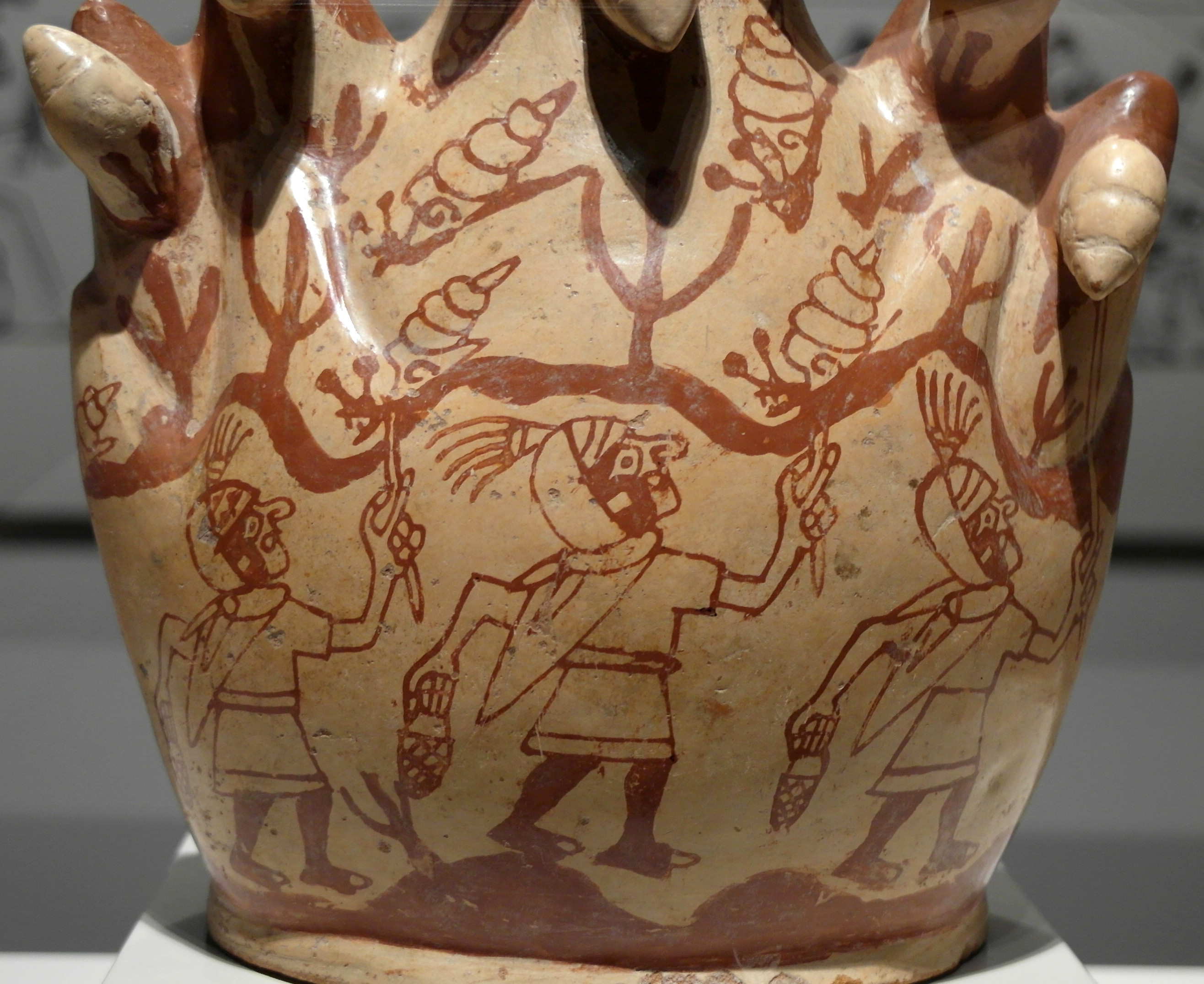
Recolecta de caracoles, probablemente en zona de lomas estacionales

### Agricultura
Los moches tuvieron una especial preocupación por el desarrollo agrícola. En este sentido, cultivaron maíz, camote, yuca, papa, calabaza; frutas, tales como tuna, lúcuma, chirimoya, tumbo, maní y papaya. Cultivaron además el algodón en sus colores naturales (blanco, marrón, rojizo y morado), para uso industrial. También cultivaron totora.

#### La ingeniería hidráulica
Como precisaban llevar agua para cultivar tierras secas, construyeron canales (Wachaques) que se muestran como notables obras de ingeniería hidráulica, como el de Ascope y el de La Cumbre.
Asimismo construyeron represas como la de San José, cuales aguas almacenadas servían para irrigar las tierras en tiempo de sequía y escasez.
Quedó registrada una sequía de varios años, que se cree que está relacionada con una erupción del Anak Krakatau, que generó un invierno de dos años en todo el mundo (Véase Fenómenos meteorológicos extremos de 535-536). Es más probable, sin embargo, que se debiera al  Fenómeno del Niño, que hacia el 650 d. C. ocasionó una terrible crisis en la producción agrícola, que llevó al abandono de muchas tierras de cultivo y a la reducción del territorio moche.

### Pesca

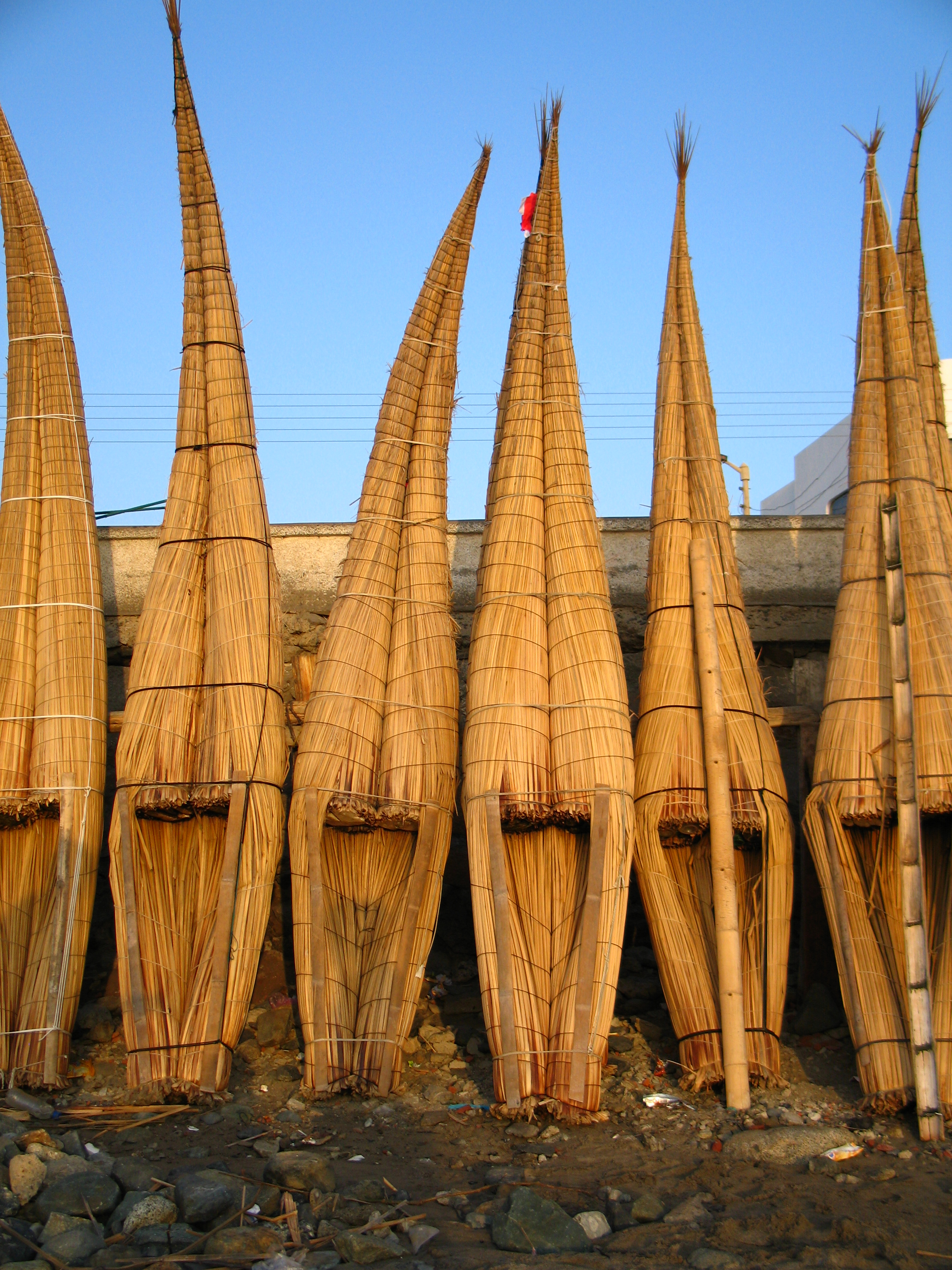
Caballitos de totora en la playa peruana de Huanchaco.

Los moches tuvieron gran experiencia como pescadores y eso lo demuestran las antiguas embarcaciones que usaban y que hasta ahora se siguen fabricando, denominadas caballitos de totora. Pescaron tollos, rayas, lenguados, etc. y recolectaron mariscos como erizos y cangrejos.

### Navegación y comercio
El mar ejerció sobre los moches un atractivo especial. Provistos de sus caballitos de totora, que ya tenían cerca de tres mil años de antigüedad entonces, se convirtieron en diestros pescadores. Con embarcaciones más grandes (balsas de totora y cañas, o posiblemente, troncos) organizaron expediciones que arribaron hasta las islas Chincha para extraer el guano, tan eficiente para el abono de las chacras. Hay indicios incluso que hicieron expediciones hasta el Ecuador, por el norte, y hasta Chile, por el sur. Del Ecuador traían las conchas de Spondyllus, sagradas para los moches, de las cuales hacían pectorales y brazaletes o los trituraban y los espolvoreaban en los templos y palacios; y de Chile traían lapislázuli.
Poseían también naves guerreras que eran tripuladas por más de tres o cuatro personas y que transportaban a grupos militares o a los prisioneros vencidos en las guerras. Todas esas embarcaciones no son distintas a las fabricadas por otras culturas costeñas desde el 1000 a. C.

### La cerámica
Una de las culturas peruanas que se caracteriza por tener una de las mejores cerámicas, es la Cultura Moche. Hombres, divinidades, animales, plantas y escenas cotidianas de la vida moche fueron representados en vasijas de arcilla y barro. La cerámica resalta por su expresividad, realismo y perfección, usando metales de oro y plata.

## Organización política

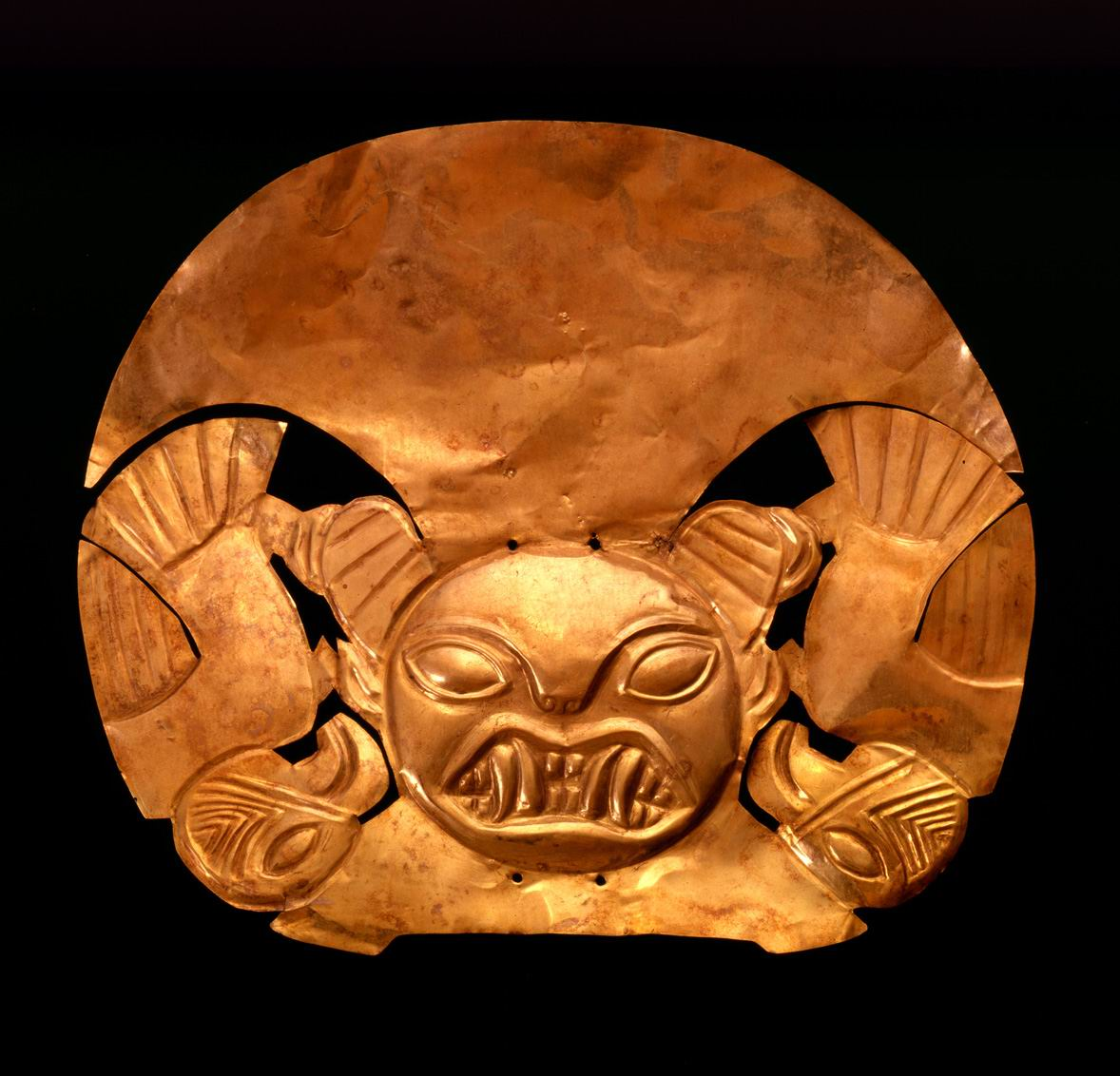
Tocado de oro, atributo de la realeza moche.

Moche era un estado militar conquistador gobernado por reyes conectados con los dioses o considerados de herencia divina. Arqueólogos que han estudiando la zona tienen la teoría que la Huaca de la Luna era residencia del soberano-rey mientras que la Huaca del Sol, era el lugar de la nobleza principal.
Poseía distintos niveles de organización política: en un primer lugar el soberano, en segundo lugar un grupo de la nobleza principal, quienes estaban encargados de la administración. Y en un tercer lugar, un grupo de burócratas.
Cada valle controlado por el estado, poseía dos huacas, es decir un lugar sagrado, que al ser característico de Moche le otorgaba poder político y religioso. Aunque dichos valles debían contar con su soberano o señor; que se aliaba con sus vecinos para realizar obras de bien común, para efectuar ceremonias rituales o para emprender conquistas militares. 
Los señores se vestían con prendas lujosas, con adornos de oro, plata y cobre, que simbolizaban sus atributos sagrados, y al morir eran enterrados con igual fastuosidad, como se puede ver en la tumba del Señor de Sipán.

## Organización social

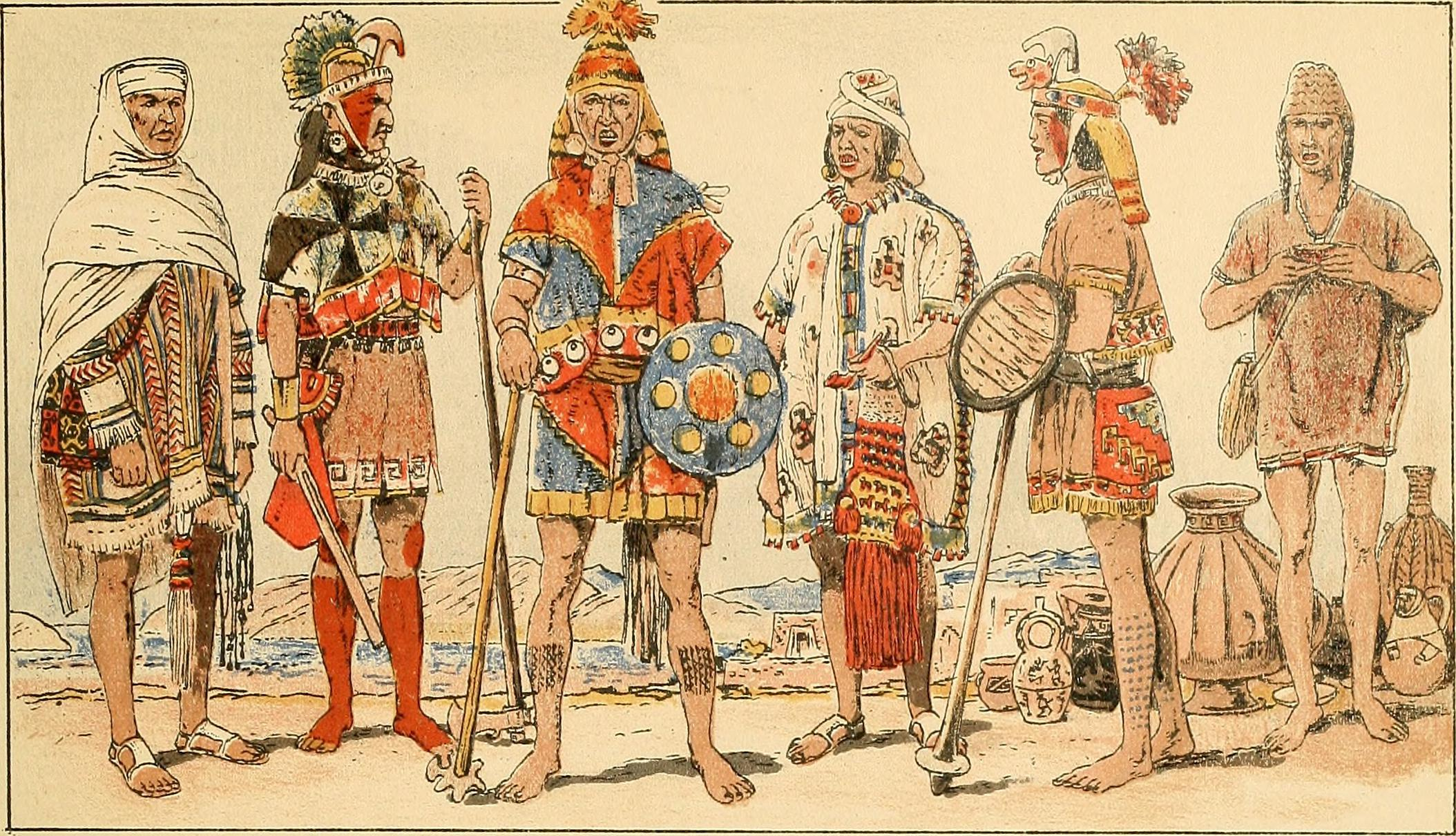
Sociedad moche.

- El cie-quiche: era el rey del valle y los dominios moches. Tenía autoridad semidivina pues creían que descendía de los dioses y diosas. Su autoridad era militar, religiosa y civil.
- El coríe: era el rey vencido y subordinado al poder de un soberano moche.
- Los sacerdotes: encabezados por un sumo sacerdote, habitaban en los templos piramidales. En este grupo también están la sacerdotisa y el sacerdote guerrero. Todos ellos formaban parte de los rituales.
- Jefes militares y nobles: Los llamados “bien vestidos” por su rica indumentaria.
- Dignatarios civiles, asistentes religiosos y soldados o guardias adscritos a las específicas funciones anteriores.
- Artesanos especializados: Se dividían en:
  - Los metalurgistas, encargados de hacer los atuendos, emblemas y ornamentos rituales.
  - Los ceramistas, encargados de hacer la cerámica escultórica ritual y también de los huacos retratos de los nobles. Había castas de estos dos grupos.
  - Las tejedoras, encargadas de hacer los tejidos, que laboraban en talleres.
- El pueblo: agrupaba a agricultores, comerciantes y pescadores.
- yanas o servidumbre: asignada a los anteriores estamentos.

## Arte
- Usaron materias primas como la arcilla, metales como el oro, la plata y el cobre, las conchas de mar, o las piedras preciosas como el lapislázuli, entre otras más.
- En la pintura usaron color rojo, negro, blanco, amarillo, anaranjado y marrón.
- Trabajaron sobre moldes para la producción masiva de cerámica; aplicaron técnicas de modelado, grabado y pintura.
- Hicieron diseños y motivos domésticos, religiosos y ceremoniales; representaron dioses, mitos y leyendas, enfermedades, danzas, sacrificios humanos, etc.
- Tipos de cerámica:
  - común: Tienen cuerpo globular.
  - pictográfica: Con escenas pintadas y son complejas.

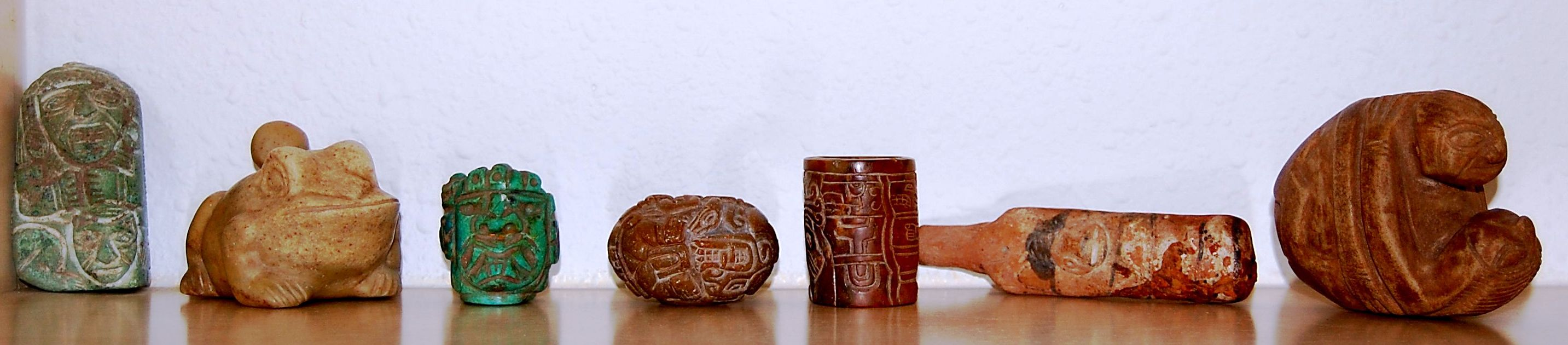
Arte moche.

  - escultórica: Con mucho realismo.

### Cerámica
El más conocido legado cultural moche es su cerámica, generalmente depositada como ofrenda para los muertos.
Los moches plasmaron en sus cerámicas el entorno de su mundo cultural y religioso, bajo la forma de imágenes escultóricas, o bien decorando a pincel la superficie de la vasija. Su cerámica constituye por ello el mejor documento y testimonio de su cultura.
Sus principales características son:
- Escultórica: porque representaban en bulto las figuras de los hombres, animales y plantas. Destacan los huaco retratos.
- Realista: puesto que todo era reproducción exacta de la realidad. No inventaban ni imaginaban en su obra ceramista, que era expresión de las actividades.
- Documental: porque era realismo y su representación sirven como elementos para conocer la vida de los habitantes moches como si se estuviese leyendo un verdadero documento o fuente escrita.
- Pictográfica: ya que algunos huacos representan figuras pintadas y ornamentadas.

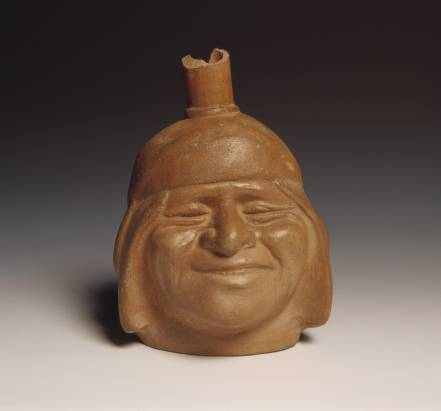
Huaco retrato moche. Representa de manera muy realista a un personaje sonriente.

Su realismo es característica resaltante en sus huaco retratos, su famosa plástica asombra por la expresividad y perfección de verdaderos retratos de arcilla. Los cánones clásicos de perfección y realismo se reconocen aun en seres mitológicos, animales humanizados, hombres con atributos zoomorfos o partes combinadas de varios animales. Sin embargo, también realizaron cerámica con gran contenido simbólico de pensamiento e ideas donde las imágenes se vuelven más abstractas y conceptuales; ambas tradiciones, tanto la simbólica como la realista, se encuentran sumamente vinculadas. Incluso hay piezas cerámicas donde conviven estas dos tendencias.
Analizando la iconografía de la cerámica, los investigadores actuales también pueden conocer interesante información sobre la vida de los moches:[cita requerida] ceremonias funerarias, ceremonias rituales, paisajes, viviendas, guerras, enfermedades, etc., proporcionando así un vínculo entre los vivos y los muertos.
Sus pictografías derrochan vida y movimiento en las complejas escenas de ceremonias, combates, cacerías rituales y probables relatos míticos. Sin embargo, la vajilla para uso diario, utensilios domésticos y vasijas para agua fueron funcionales, sencillos y escasamente decorados. También destacan los huacos de representaciones de carácter sexual, mostrándose de forma explícita escenas de onanismo, coito en grupo e incluso reproducción animal. Se cree que estas manifestaciones artísticas podrían tener unas connotaciones culturales y religiosas de simbolismo de la fertilidad.
La cerámica moche generalmente se propicia en masa, mediante el uso de moldes. Sobre ellas el especialista aplicaba técnicas como: modelado, grabado, pintura. El asa estribo era confeccionado aparte. Por último, la pieza era llevada al horno; es bícroma resaltando el rojo y el crema.

#### Periodos
Tomando como base el estudio de más de 30 000 ceramios, Larco Hoyle estudió la evolución de las formas de la cerámica moche y dividió su desarrollo en cinco etapas, que son:
- Moche I: La cerámica es pequeña, de aspecto sólido, en algunos casos de forma lenticular; de asas proporcionales y circulares con picos cortos y fuertes rebordes. Las formas comunes son: vasos retratos, antropomorfos de cuerpo entero, zoomorfos, fitomorfos, cántaros sencillos con asa de estribo. Colores crema y rojo, crema y ocre, rojo, crema y anaranjado; crema y negro. Hay una influencia de la decoración negativa. Los motivos más comunes son los puntos grandes, los círculos, rombos, cabezas de lagartijas estilizadas, triángulos con círculos concéntricos, signos escalonados, bandas cuyos temas pictóricos en colores están delineadas por incisiones.
- Moche II: El grosor de las paredes disminuye. La cerámica se alarga y no se observa tendencia en darle la misma altura que ancho, se inicia con esto la esbeltez de los vasos. El asa y el pico crecen proporcionalmente, y mientras el asa no pierde la forma redondeada, el pico pierde el reborde pronunciado, quedando tan solo un pequeño ribete. Existen vasos retratos, antropomorfos de cuerpo entero, fitomorfos y zoomorfos. Predominan los colores crema y rojo, crema y ocre, rojo y crema plomizo, marrón y anaranjado, crema y ocre.
- Moche III: Se inicia el refinamiento de esta cultura. Las paredes de los vasos se afinan sin perder su solidez, el ceramio está cubierto por una fina capa de engobe cuidadosamente pulida. Los hornos abiertos con abundante oxigenación fueron perfeccionados. La cerámica es un poco más grande que Moche II. Los recipientes son de mayor capacidad. Las asas y los picos se afinan notablemente, siendo las primeras elípticas y los picos pequeños, acampanulados y con reborde casi imperceptible. Los ceramios son de líneas armónicas y proporcionadas. Las esculturas antropomorfas son verdaderos retratos de personas. La escultura religiosa adquiere importancia.
- Moche IV: Los motivos escultóricos y pictóricos se multiplican y adquieren mayor complejidad. El artista moche trata de perennizar en su cerámica no solamente los asuntos comunes de su vida diaria, sino también las actividades de sus instituciones organizadas. El rico acervo de su vida espiritual es sintetizado en las escenas pictóricas que cubren los numerosos vasos de caracteres religiosos. Los vasos se alargan y también proporcionalmente el asa, que ya no es chata sino, redonda o ligeramente angular. La mayoría de los picos son largos y rectos, aunque hay algunos más angostos en la punta con bordes levemente afilados.
- Moche V: La cerámica de este período, por sus formas y decorado, constituye el «arte barroco» de la cultura moche. Se reduce en tamaño pero el asa se alarga, siendo el pico más pequeño. El asa toma una forma triangular acentuada y el pico es de naturaleza troncocónica con bordes afilados del interior hacia afuera. Las representaciones geométricas abundan. El motivo escultórico pasa a segundo plano, desplazado por el arte pictórico. Las técnicas de manufactura que mayormente conocieron fueron el moldeado y el estampado. Por el gran dominio de la cerámica escultórica y pictográfica se le ha denominado, y con mucha justicia, el Período de los Maestros Artesanos. Dada la calidad estética y temática de su innumerable producción, se ha convertido en el mejor espejo de su vida cotidiana y espiritual.

### Arquitectura

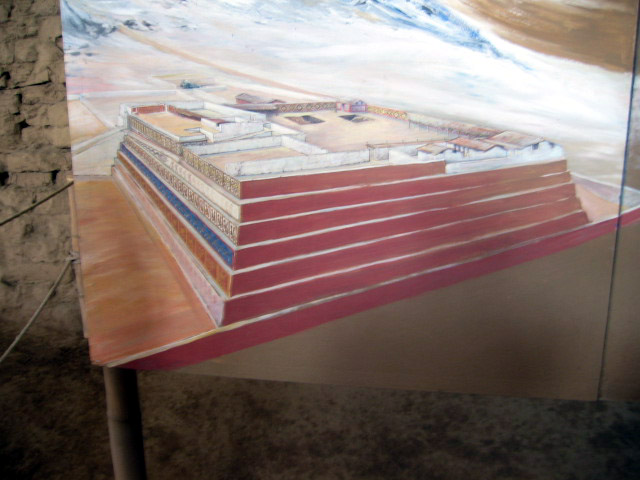
Maqueta de la Huaca de la Luna.

Como base para sus construcciones emplearon el adobe, puesto que era la materia prima que tenían a la mano. Construyeron grandes palacios, urbes y templos, los cuales recubrían de murales en alto y bajo relieve, pintados de colores extraídos de la naturaleza a los cuales les agregaban colágeno extraído de la cocción de las patas de las aves, que actuaba como una especie de látex; decoraban con representaciones de sus dioses, mitos, leyendas y toda su cosmovisión.
En las construcciones importantes como las huacas, se solía hacer cada cierto tiempo una reedificación, en la cual en vez de remodelar una pared, la tapaban construyendo otra adelante; esto se puede apreciar en todas las huacas.
En su arquitectura monumental destacan las Huacas del Sol y de la Luna, en Moche. La Huaca del Sol es un inmenso edificio que mide más de 40 m de altura y tiene 5 terrazas superpuestas: los expertos calculan que se necesitaron más de 140 millones de adobes para su construcción. A 500 m de esta huaca se alza la Huaca de la Luna, de 21 m de altura y de tres terrazas; esta destaca por sus bellas pinturas murales, una de las cuales representa el rostro fiero de un dios, posiblemente Ai apaec. Se cree que la Huaca del Sol fue un centro administrativo, mientras que la Huaca de la Luna era un centro religioso.
Las casas de los pobladores comunes (pueblo) eran erigidas en pequeñas comunidades. Los materiales que usaban ellos eran los mismos que se empleaban para las huacas a excepción de las pinturas. Las casas tenían patio propio y techo de dos aguas para las lluvias.

### Pinturas murales

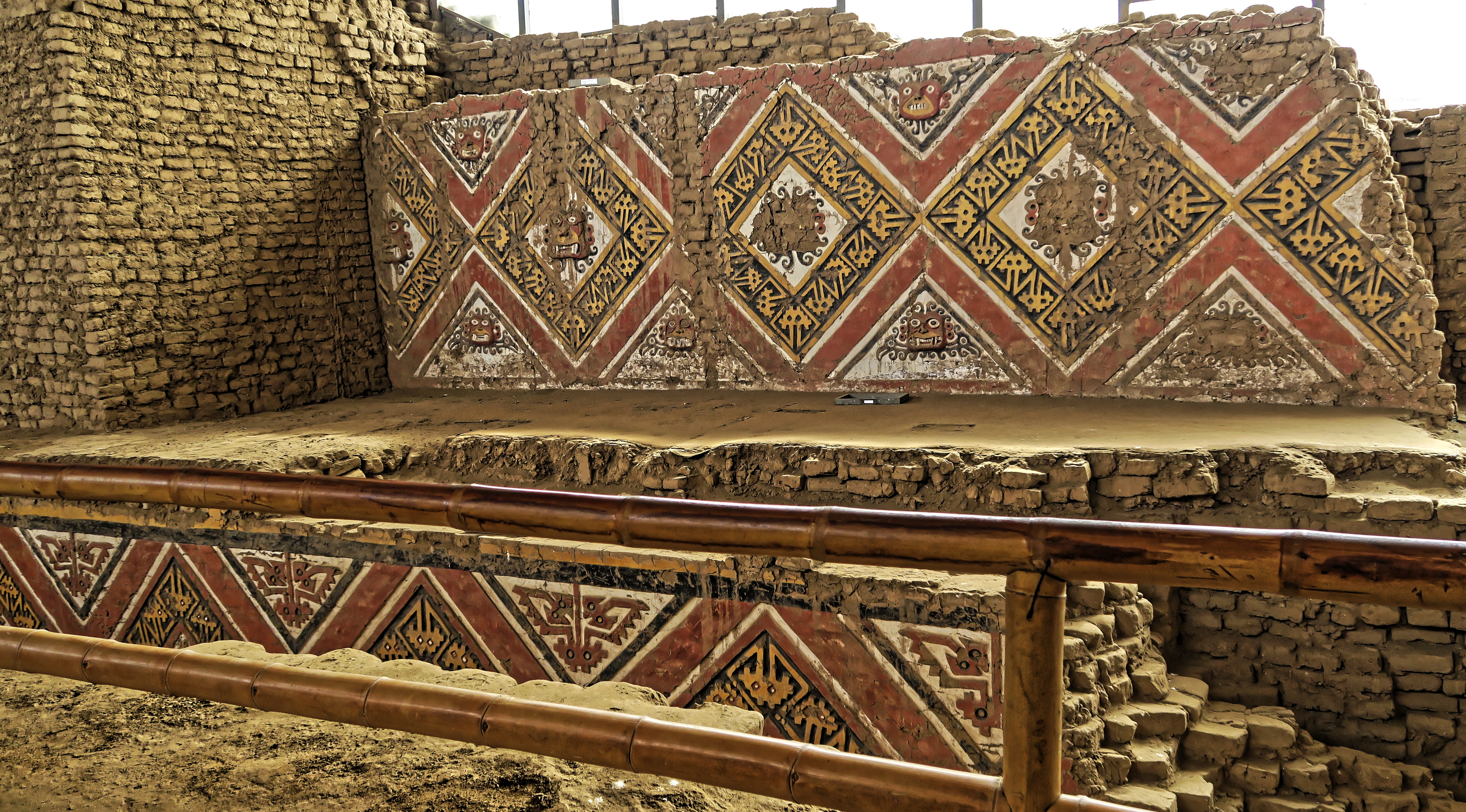
Muro decorado en la Huaca de la Luna.

En muchos edificios moches se han encontrado pinturas murales, de inspiración religiosa, ya que representan a seres divinos o escenas relacionadas con ellos. Son de destacar dos lugares donde se han encontrado bellos murales: la Huaca de la Luna y la Huaca Cao Viejo (o El Brujo).
Las pinturas murales de la Huaca de la Luna son de 5 colores (blanco, negro, rojo, azul y amarillo), los cuales fueron obtenidos de minerales. Su mural más famoso es el que representa a un personaje antropomorfo conocido como el “demonio de las cejas prominentes”, que se ha identificado con la divinidad moche llamada Ai apaec o el dios degollador.
En la Huaca Cao Viejo hay un gran mural que representa una procesión de prisioneros desnudos y unidos con una soga, sin duda condenados a muerte que caminan hacia el “degollador”.
También existen murales en la Huaca de Pañamarca, con representaciones mitológicas (caracol-felino) y escenas cotidianas (luchadores).

### Metalurgia y orfebrería

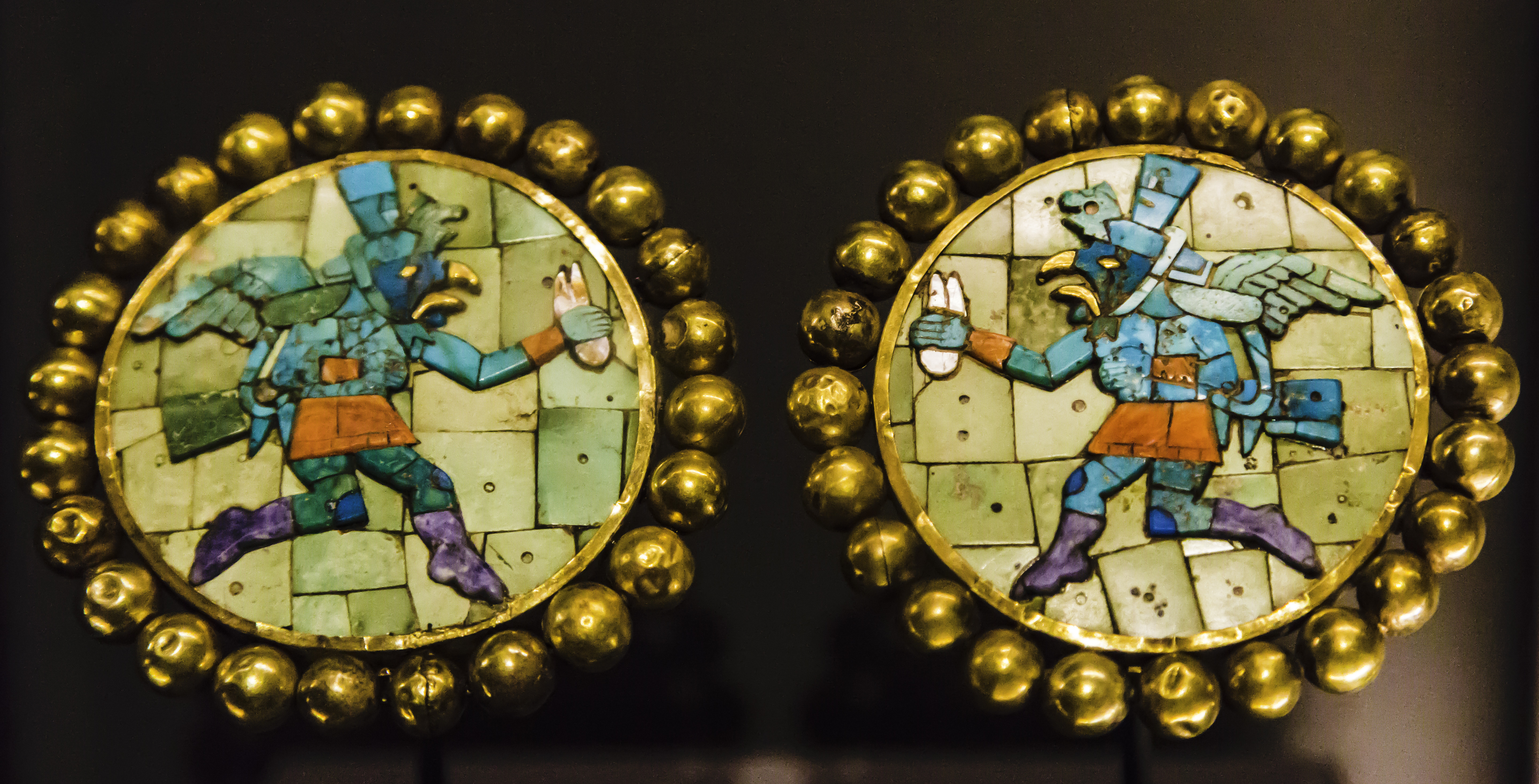
Orejeras moche de oro con incrustaciones de piedras preciosas.

Los moches fueron los mejores metalurgistas de su época. Utilizaron el oro, la plata, el cobre y sus aleaciones. La aleación más característica fue la tumbaga (mezcla de oro y cobre). Doraron el cobre mucho antes que en Europa y conocieron una variedad de técnicas, como el laminado, martillado, alambrado, soldadura, etc. Fabricaron herramientas, armas, atuendos, emblemas, ornamentos y toda su variada y rica parafernalia ritual.
Es de destacar su pericia para construir figurinas de poco más de 2 cm con partes móviles, unidas con pequeñísimas grapas.

## Posible sistema de escritura
Según los estudios del arqueólogo peruano Rafael Larco Hoyle (1901-1966), los moche poseían un sistema de escritura a la cual llamó escritura pallariforme, y que consistiría en grabar líneas, puntos, zigzags y otras figuras con diferente significado en los pallares pintados en muchos vasos cerámicos, ya que presentan variedad de diseños que hacen pensar en algún sistema original de transmisión de datos numéricos y posiblemente no numéricos.

## Religión

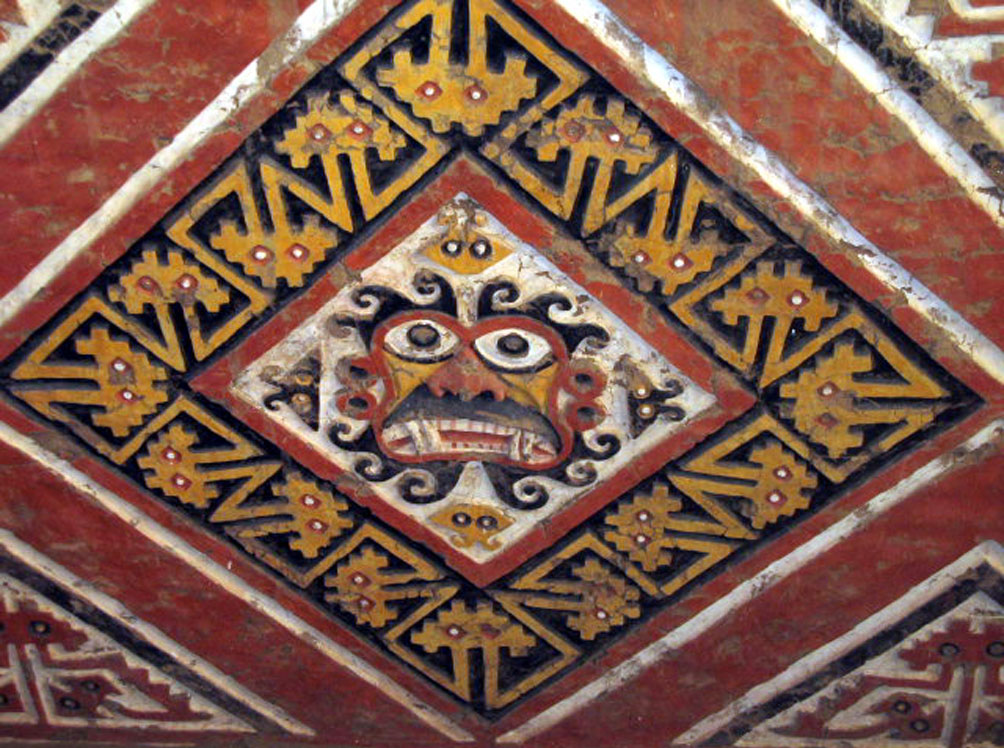
El dios moche Ai Apaec representado en un muro de la Huaca de la Luna.

Por sus dioses castigadores, la representación de dioses decapitadores era muy común, siendo el principal el "personaje antropomórfico de cinturones de serpientes", quien también habría sido la principal deidad de los moches. Adoraron además al sol y a la luna. También rindieron culto a dioses antropozoomorfizados, con rasgos de cangrejo, zorro, búho, pez gato, pato pico de cuchara (extinto), serpiente, águila, puma, jaguar, lagartija, perros, sapos, venados, arañas, pulpos, monos, cóndores, iguana, murciélago y colibrí.
Estos dioses muestran clara influencia de la cultura chavín, que fue anterior a la cultura moche. Se puede apreciar el parecido en los colmillos y los rasgos felinos que se observan en algunas de sus representaciones.
Los sacrificios humanos eran practicados por los moches con fines rituales.
Sus dioses eran muy variados dependiendo el lugar donde esté situado.

## Tumbas encontradas

### El Señor de Sipán

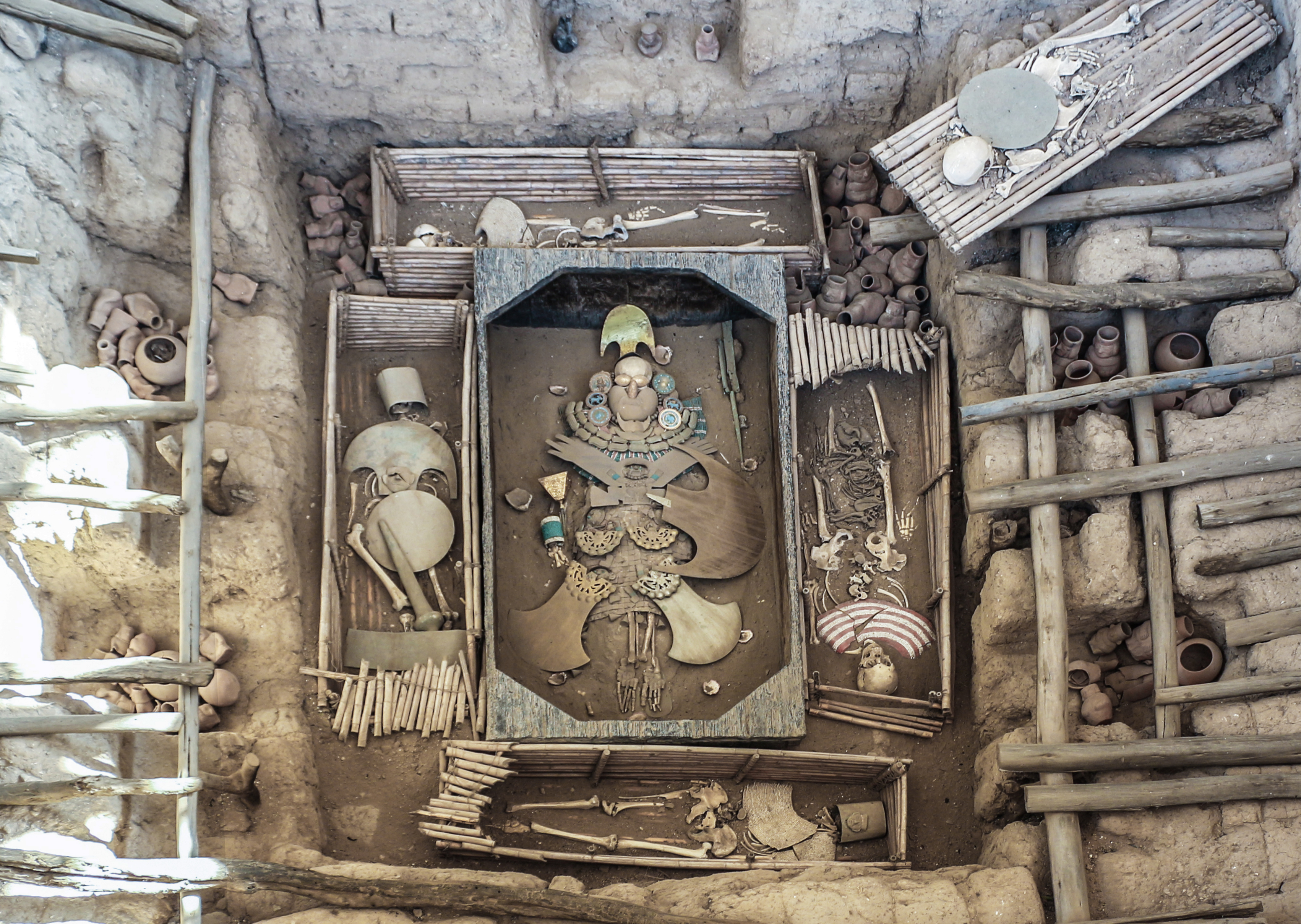
Tumba del Señor de Sipán.

Sipán es una pequeña localidad que se ubica a 35 kilómetros al sureste de Chiclayo. Allí se encuentra la denominada Huaca Rajada. En marzo de 1987 el arqueólogo peruano Walter Alva logró erradicar a los huaqueros (ladrones de huacas) y procedió a realizar excavaciones.
Es la primera tumba de un gobernador precolombino hallada intacta en el Perú. Data del siglo III. Actualmente, los restos de este personaje se encuentran en el Museo Tumbas Reales de Sipán, en Lambayeque. Se trata de un hombre de 1,67 m, y de entre 35 a 40 años de edad. Se lo halló al lado de los restos de 8 personas (tres mujeres, dos varones, un niño y dos guardianes) y animales (dos llamas y un perro). El cuerpo del personaje estaba cubierto de numerosos ornamentos, armas y emblemas de oro, plata y cobre dorado. Se hallaron también 209 ceramios, muchos de los cuales contenían ofrendas. Meses después se hallaron dos tumbas más: la de un sacerdote contemporáneo al Señor de Sipán, y la de un personaje que, por las armas, atuendos, ornamentos y emblemas, debió tener el mismo cargo del señor de Sipán, y al que se bautizó como el “Viejo Señor de Sipán” (antepasado del Señor de Sipán en tres generaciones).

### Las sacerdotisas de San José de Moro
Dos tumbas de sacerdotisas fueron halladas en el complejo arqueológico San José de Moro, en el distrito de Pacanga, provincia de Chepén. Una fue hallada en 1991 y otra en 1992. Comparten una serie de rasgos comunes: se hallan acompañadas de otros cuerpos, así como de individuos sacrificados en las entradas; así como contienen una profusión de objetos a manera de ofrendas: vasijas cerámicas, mates (que estarían sin duda llenas de alimentos) y adornos de metal.

### La Dama de Cao

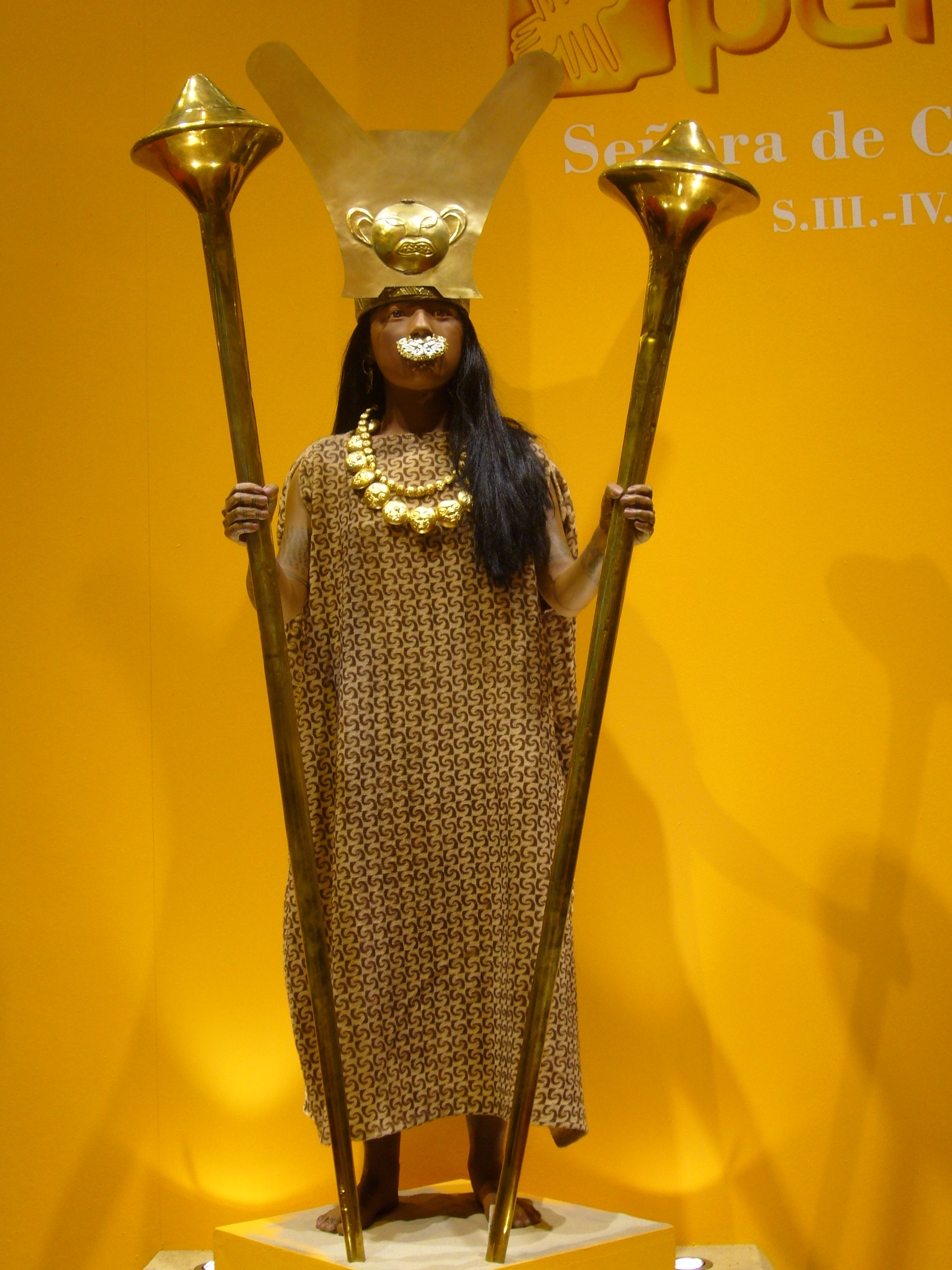
Reproducción de la Dama de Cao.

El descubrimiento de la tumba de la Dama o Señora de Cao fue dado a conocer en 2006. Fue hallada en la huaca Cao Viejo y data aproximadamente del 400 d. C., unos 150 años después del apogeo del Señor de Sipán. Se trata de los restos momificados de una mujer de 1,45 metros de altura y entre los 20 y 25 años, cubiertos por collares de oro, plata, lapislázuli, cuarzo y turquesa, narigueras de oro y plata, diademas y coronas. En la tumba se encontraron también cetros de madera forrados de cobre, utilizados en las ceremonias como símbolos de poder y hegemonía, y diversas placas de metal sueltas que cubrían la mortaja de algodón natural. Se trata sin duda de los restos de una gobernante moche que rigió en el valle de Chicama.

## Galería

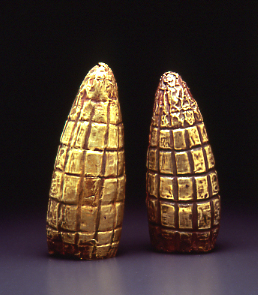
Metalurgia moche. Maíz
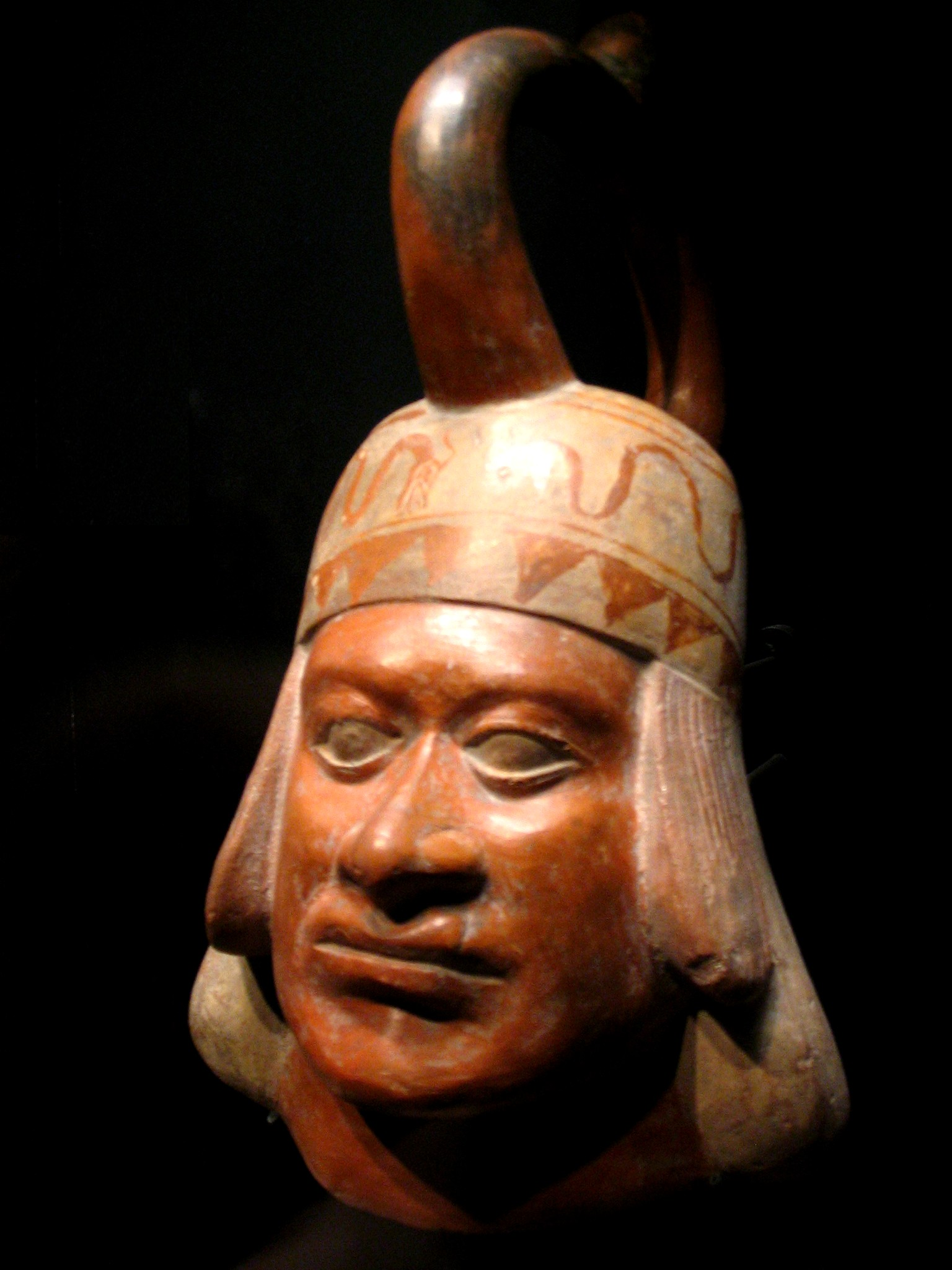
Huaco retrato. Noble con tocado.
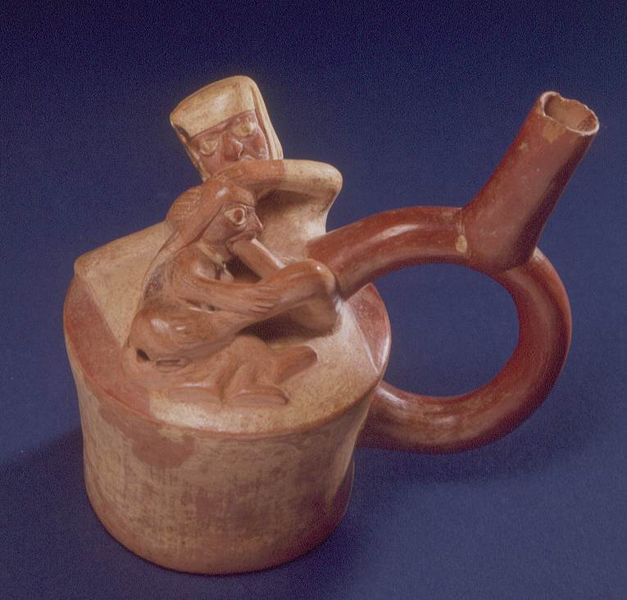
Cerámica erótica moche. Felación.
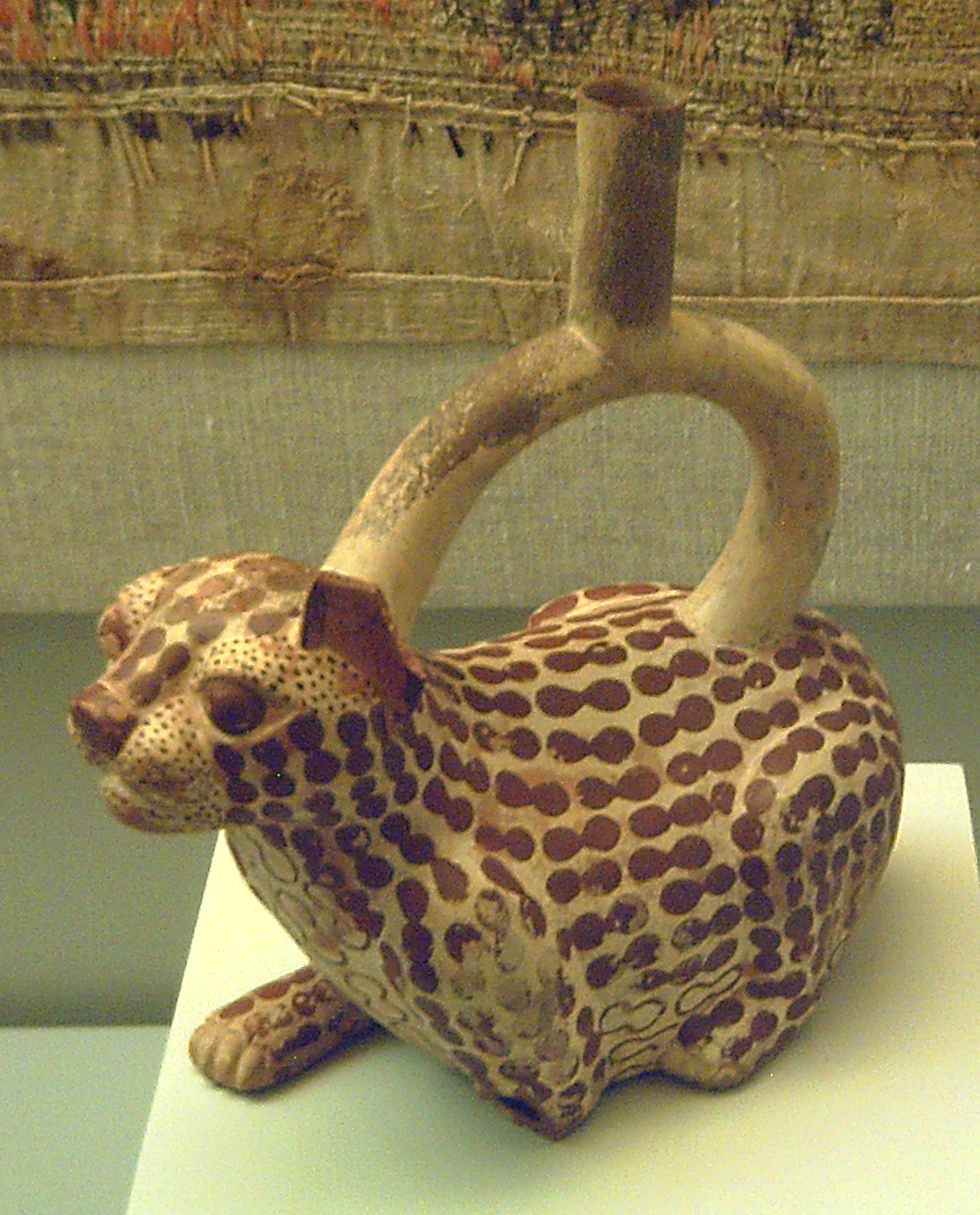
Jaguar. Cerámica pictórico-escultórica zoomorfa.
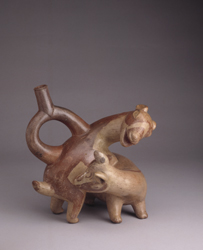
Llamas en cópula. Museo Larco.
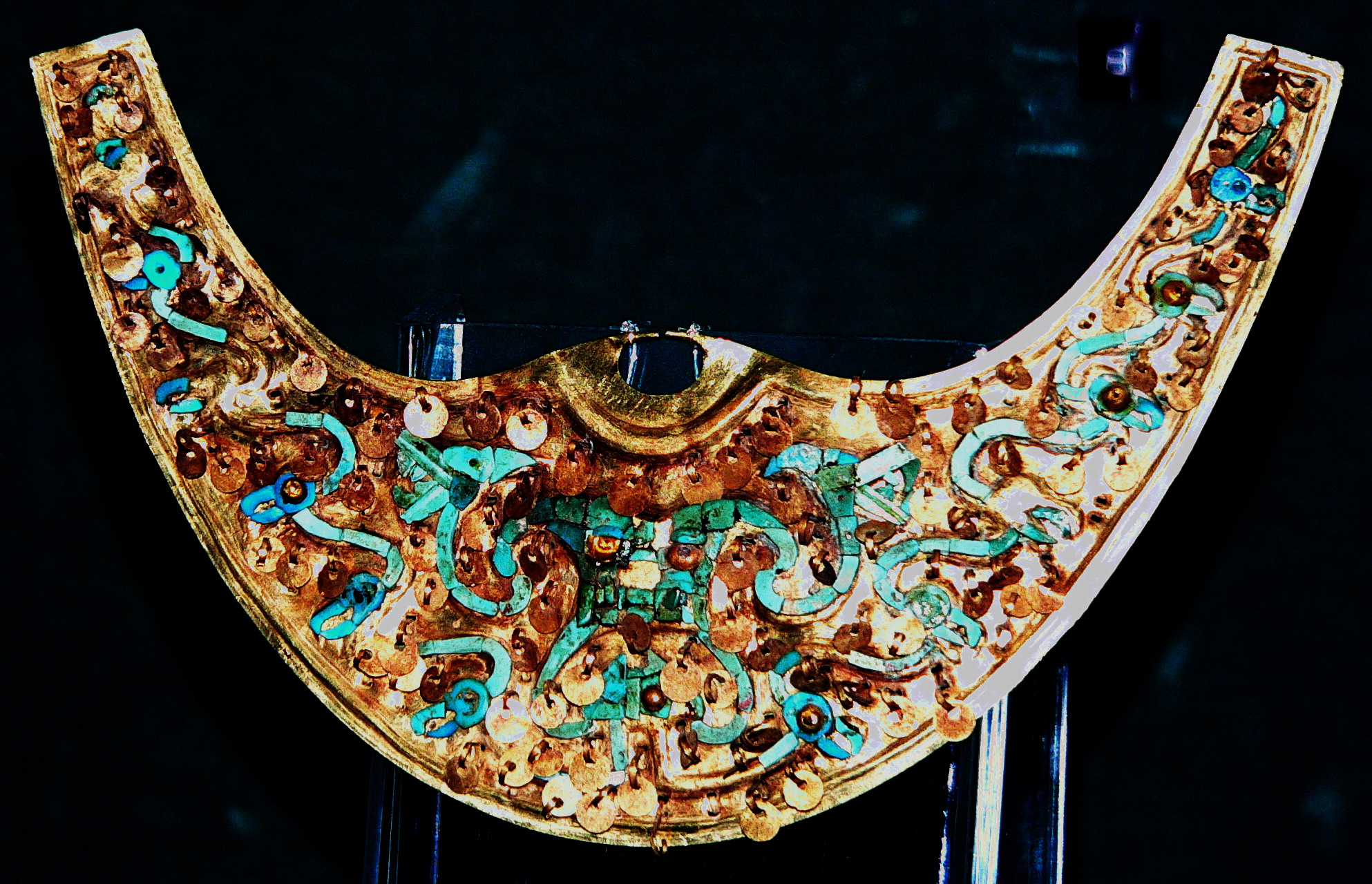
Orfebrería moche. Nariguera con incrustaciones de turquesa.
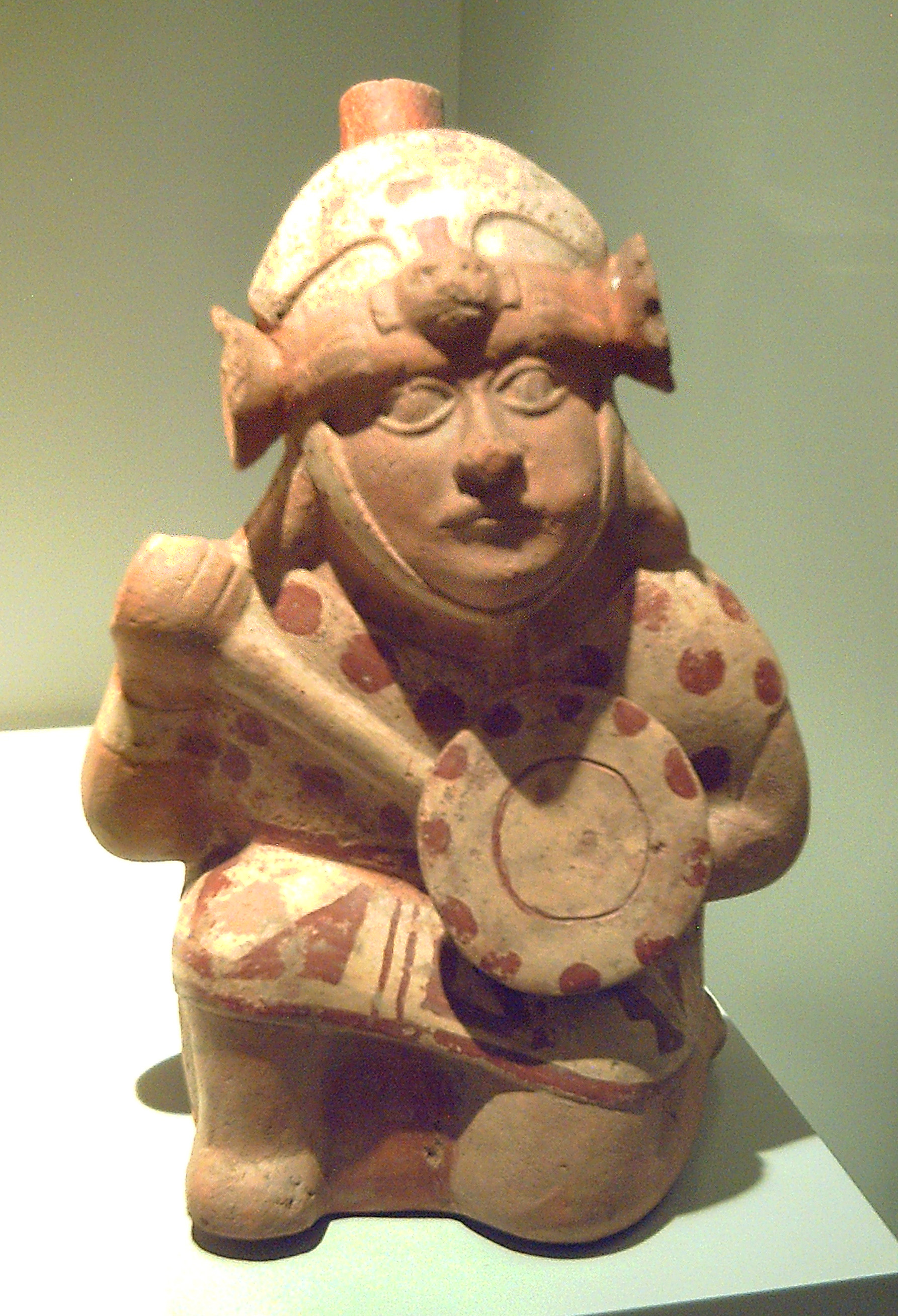
Guerrero moche genuflexo con armas.
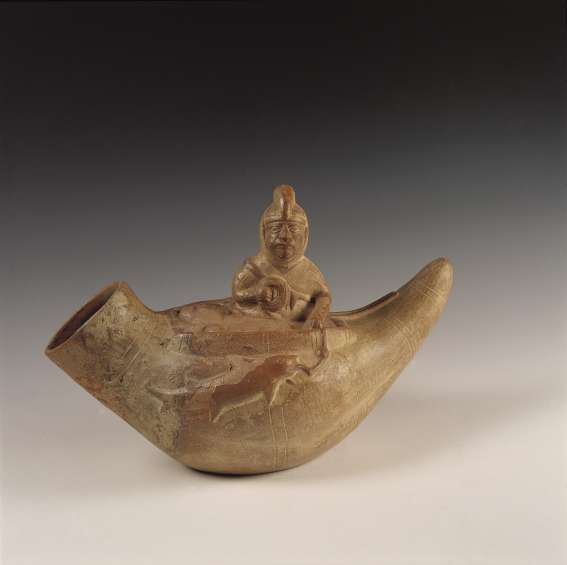
Pescador mochica en embarcación denominada «caballito de totora».
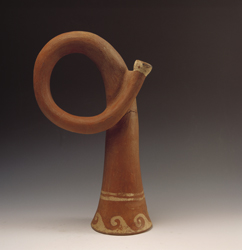
Trompeta de cerámica moche.
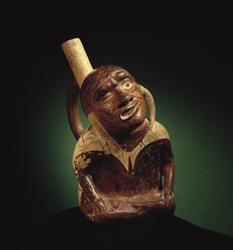
Cerámica escultórica. Varón con parálisis facial.
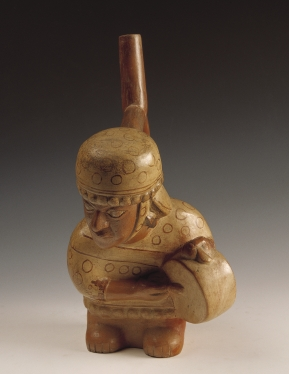
Músico moche con tambor.
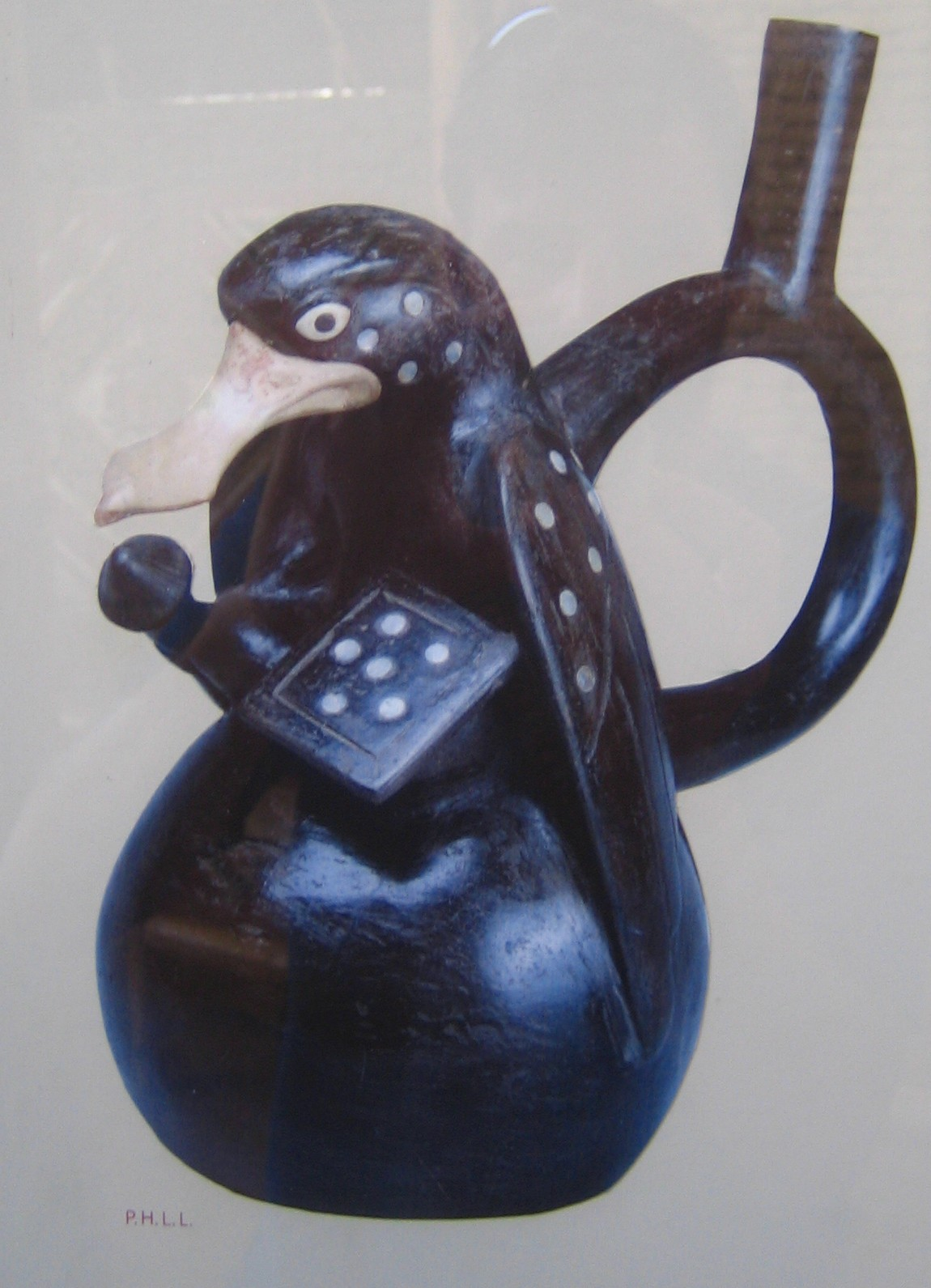
Pato guerrero.
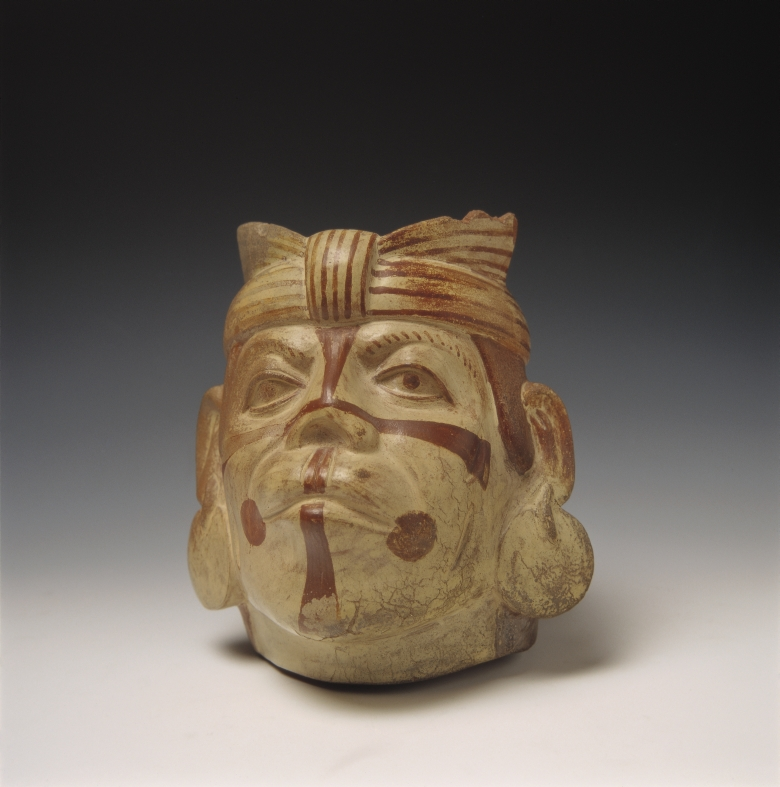
Noble con tocado y pintura facial.
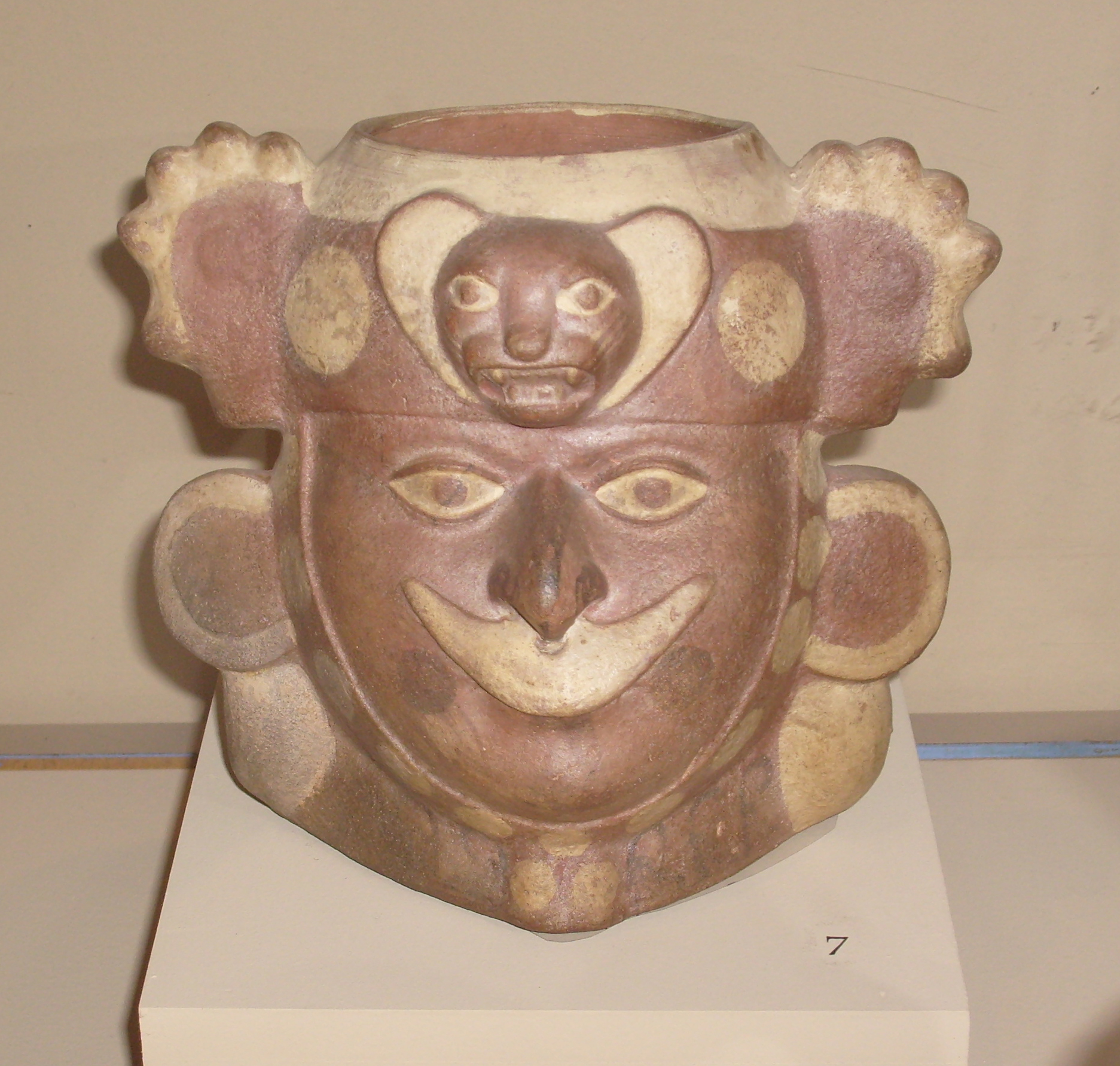
Noble con tocado y nariguera.
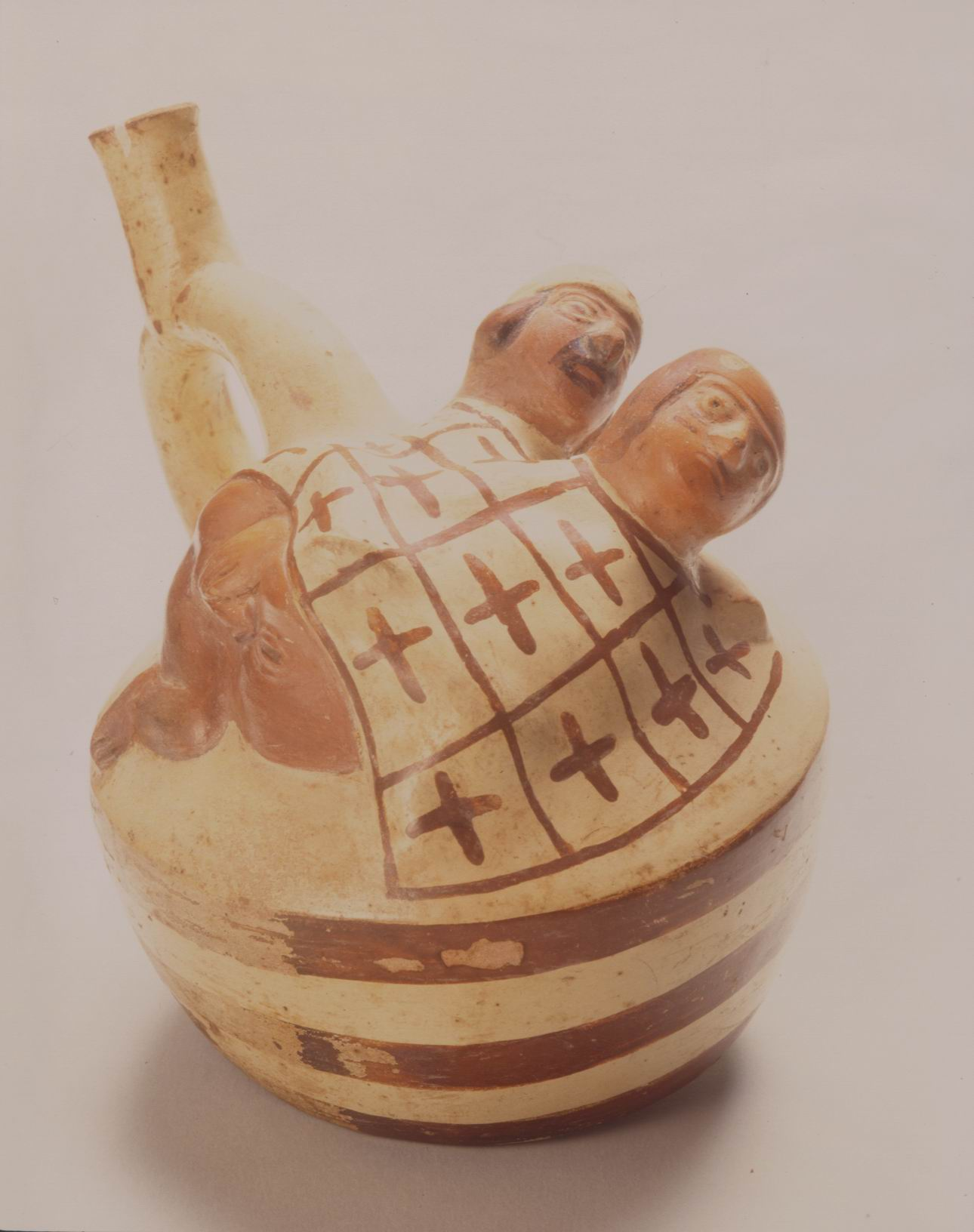
Cerámica erótica moche.
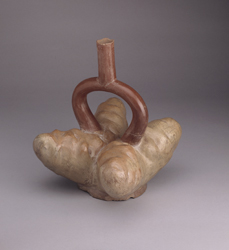
Representación moche de la patata (Solanum tuberosum).
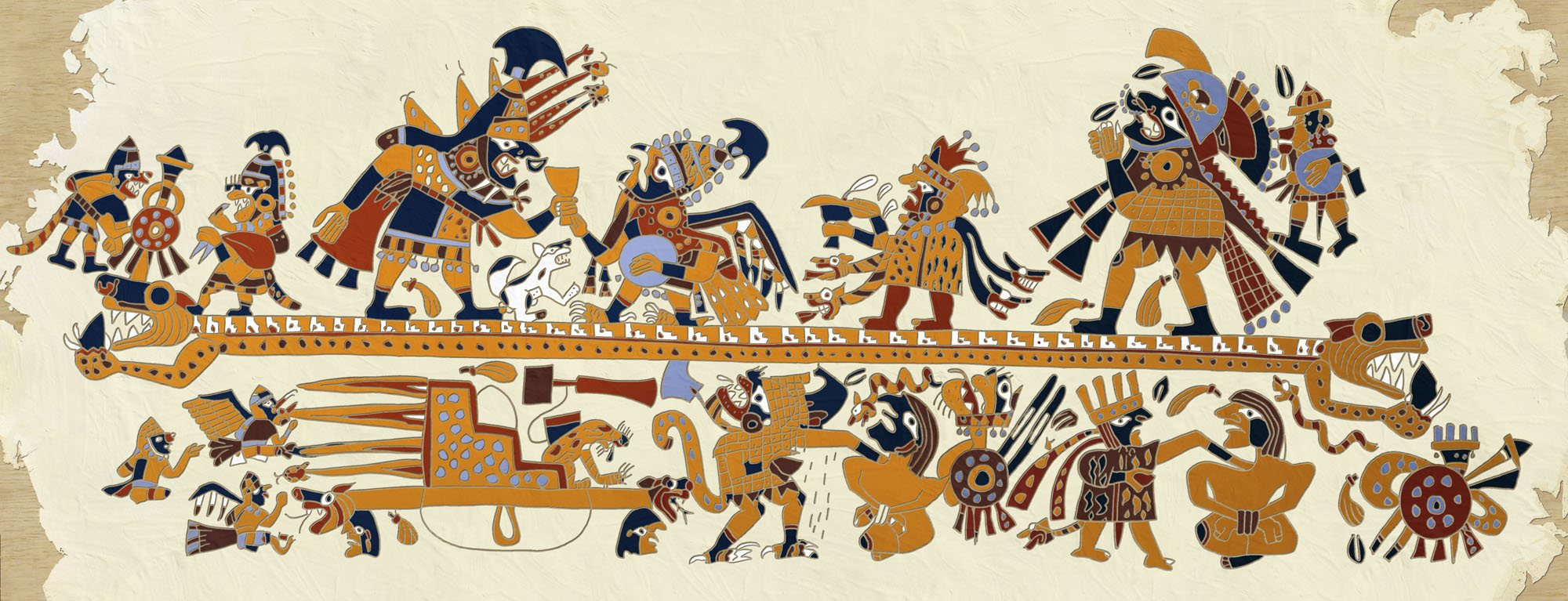
El sacrificio ritual moche de prisioneros aparece representado en infinidad de cerámicas y relieves pintados en las huacas.